# فهرست فعالان صلح
فهرست فعالان صلح (انگلیسی: List of peace activists) شامل افرادی است که به‌طور جدی از راه حل‌های دیپلماسی، فلسفی و غیرنظامی برای حل اختلافات عمده یا ایدئولوژیک از طریق متدها و روش‌هایی که بدون توسل به خشونت است حمایت می‌کنند. فعالان صلح معمولاً با دیگران به‌طور کلی در جنبش‌های ضد جنگ و صلح فعالیت دارند تا توجه جهان را بر روی غیر منطقی بودن درگیری‌های خشونت‌آمیز، تصمیم‌گیری‌های مربوط به آن و اقدامات مقتضی متمرکز کنند. به این ترتیب، آن‌ها اولویت را بر شروع گفتگوهای عمومی گسترده و تسهیل آن می‌گذارند تا مطالبات دیرین اجتماعی را مستقیماً بدون توسل به خشونت پاسخ گیرند. هسته این درگیریها، روشها، تفکرات غیر منطقی، خشونت‌آمیز و عادتهای تاریخی هستند و فعالان صلح هدف خود را با قصد پایان دادن صلح‌آمیز به درگیری‌ها پیش می‌برند.

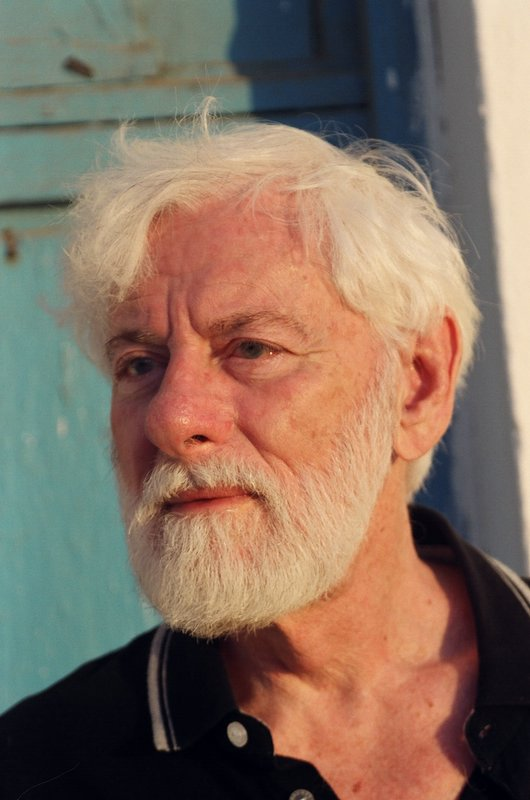
اوری آونری

## A
دیوید آدامز (متولد ۱۹۳۹)، رئیس دفتر کار سازمان ملل متحد برای سال جهانی فرهنگ صلح، نویسنده، هماهنگ‌کننده شبکه خبر فرهنگ صلح.
جین آدامز (۱۹۳۵–۱۸۶۰) – رئیس ملی حزب صلح زن آمریکا، رئیس اتحادیه بین‌المللی زنان برای صلح و آزادی
روث
آدلر (۱۹۹۴–۱۹۹۴) - فمینیست و مدافع حقوق بشر در اسکاتلند
اقبال احمد (۳۴/۱۹۳۳–۱۹۹۹) - دانشمند علوم سیاسی پاکستان، فعال
مارتی آهتیساری (متولد ۱۹۳۷) - رئیس‌جمهور سابق فنلاند، فعال در حل اختلافات
تاداتوشی آکیبا (متولد ۱۹۴۲) - ژاپنی صلح جو و حامی خلع سلاح هسته ای، شهردار سابق هیروشیما
ویداد اکراوی (متولد ۱۹۶۹) - مدافع صلح کرد -دانمارکی، سازمانده
استو آلبرت (۱۹۳۹–۲۰۰۶) - فعال جنگی ضد ویتنام، سازمانده
عبدالقادر یحیی علی (۱۹۵۷–۲۰۰۵) - فعال صلح سومالی و بنیان‌گذار مرکز تحقیقات و گفتگو در سومالی
بهیمراو رامجی آمبدکار (۱۸۹۱–۱۹۵۶) دانشمند هند، رهبر حقوق مدنی، احیای مذهب بودا در هند
غسان انضونی (متولد ۱۹۵۶) - فیزیکدان فلسطینی، مسیحی، مدافع مقاومت بدون خشونت
آننوت (۱۸۹۴–۱۹۸۱) - هنرمند آلمانی، فعال جنبش ضد هسته‌ای
خوزه آرگولس (۱۹۳۹–۲۰۱۱) - نویسندهٔ عصر جدید
سوزان آرمز (متولد ۱۹۴۵) - فعال ضد جنگ ویتنام، پیش‌نویس مشاور
امیل آرناود (۱۸۶۴–۱۹۲۱) - مبارزان صلح فرانسه، کلمه «صلح جو»
کلاس آرنولدسون (۱۹۱۶–۱۸۴۴) - صلح گرای سوئدی، برنده صلح نوبل، بنیان‌گذار انجمن صلح و دادگستری سوئد
ویتوریو آریگونی (۱۹۷۵–۲۰۱۱) - خبرنگار ایتالیایی، فعال ضد جنگ
پت آرو اسمیت (متولد ۱۹۳۰) – نویسنده بریتانیایی و مبارزان صلح
عارف ابراهیمی (متولد ۱۹۹۰) دبیرکل مجمع جهانی امت اسلامی، فعال صلح و حقوق بشر، ضد سلاح هسته‌ای
اریک آشرمان (متولد ۱۹۵۹) - خاخام اسرائیلی آمریکایی و مدافع حقوق بشر فلسطین
آوری آونری (متولد ۱۹۲۳) - نویسنده اسرائیلی و بنیان‌گذار گروه صلح طلب گوش شالوم
مبارک عواد (متولد ۱۹۴۳) – فلسطینی- آمریکایی - مدافع مقاومت بدون خشونت ، بنیان‌گذار مرکز فلسطین مطالعات عدم خشونت
علی ابو عواد (متولد ۱۹۷۲) - فعال فلسطینی صلح از بیت امر، بنیان‌گذار الطریق («راه»)
آیو آیولا آماله (متولد ۱۹۷۰) مسئول حرفه‌ای حل اختلافات نیجریه، بازرس ویژه دولت، سازنده صلح و شاعر

## B

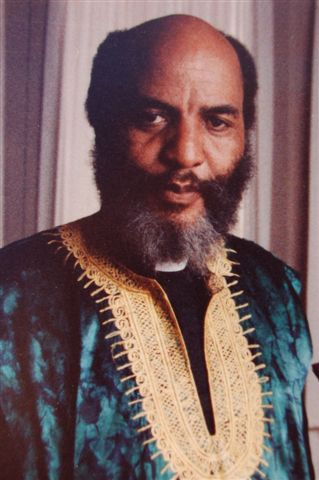
جیمز لوتر بول

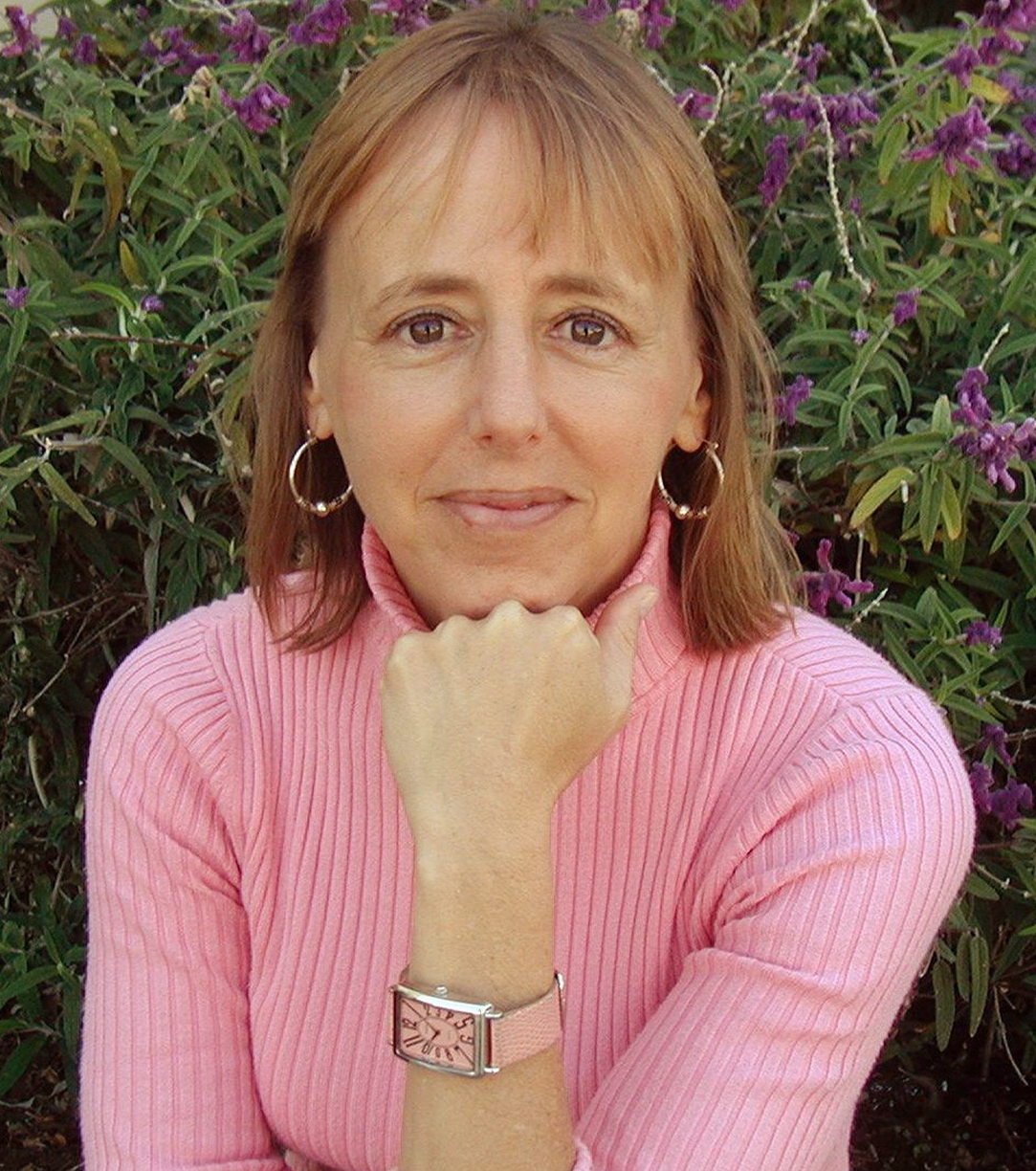
مدی بنجامین

گرترود بائر (۱۸۹۰–۱۹۸۱) - فعال صلح یهودی آلمانی و عضو اتحادیه بین‌المللی زنان برای صلح و آزادی
جون بایز (متولد ۱۹۴۱) - معترض برجسته ضد جنگ آمریکایی، خواننده الهام بخش
امیلی گرین بالچ (۱۸۶۷–۱۹۶۱) - صلح طلب آمریکایی، رهبر اتحادیه بین‌المللی زنان برای صلح و آزادی، و سال ۱۹۴۶ برنده جایزه صلح نوبل شد
ارنستو بالدوچی (۱۹۲۲–۱۹۹۲) - کشیش ایتالیایی
کریستین راس بارکر (۱۸۶۶–۱۹۴۰) - صلح طلبان کانادایی و حق رای برای زنان
آرچیبالد باکستر (۱۸۸۱–۱۹۷۰) – صلح طلب، سوسیالیست و فعال ضد جنگ نیوزلند
هری بلافونته (متولد ۱۹۲۷) – معترض ضد جنگ آمریکایی و بازیگر
کارلوس فیلیپه زمینس بلو (متولد ۱۹۴۸) - اسقف تیمور شرقی، برنده جایزه صلح نوبل
مدی بنجامین (متولد ۱۹۵۲) – بنیان‌گذار سازمان غیردولتی کد پینک = زنان برای صلح، نویسنده، سازمانده
مگ برسفورد (متولد ۱۹۳۷) - فعال انگلیسی، جنبش خلع سلاح هسته‌ای اروپا
دانیل بریگان (۱۹۲۱–۲۰۱۶) - معترض برجسته ضد جنگ ویتنام، شاعر، نویسنده، مبارزه با مواد مخدر و ضد هسته‌ای وجنگ
فیلیپ بریگان (۲۰۰۲–۱۹۲۳) – معترض برجسته ضد جنگ ویتنام، نویسنده، مبارزه با مواد مخدر و ضد هسته‌ای وجنگ
جیمز لوتر بول(۱۹۳۶–۲۰۰۸) - رهبر برجسته ضد جنگ ویتنام آمریکا، سازماندهنده
ونوبا بهاوی (۱۸۹۵–۱۹۸۲) - هند، گاندیان، معلم، نویسنده، سازمان دهنده
جانت بلومفیلد (۱۹۵۳–۲۰۰۷) - مبارزان صلح و خلع سلاح، رئیس کمپین خلع سلاح هسته ای
بونو (متولد ۱۹۶۰) - خواننده و آهنگساز ایرلندی، موسیقیدان، سرمایه‌دار کارآفرین، تاجر و بشردوست؛ متولد پل دیوید هیوسن
ویرا بریتن (۱۸۹۳–۱۹۷۰) - نویسنده انگلیسی بریتانیایی، صلح طلب
خوزه بروکا (۱۸۹۱–۱۹۵۰) - فعال اسپانیایی، نماینده هیئت بین‌المللی رزمندگان جنگ، سازماندهی تلاش‌های امدادی در جنگ داخلی اسپانیا
هیو براک (۱۹۱۴–۱۹۸۵) - صلح طلب بریتانیایی و سردبیر روزنامه صلح بین سال‌های ۱۹۵۵ و ۱۹۶۴
فنر براکوی (۱۸۸۸–۱۹۸۸) - سیاستمدار بریتانیایی و نماینده مجلس، حزب کارگر (بریتانیا)؛ انسان‌شناس، صلح طلب و ضد امپریالیست؛ در سال ۱۹۱۴ مخالفت با سربازی را با بنیاد مشارکت بدون سربازی تأسیس کرد. اولین رئیس رزمندگان جنگ بین‌المللی (۱۹۲۶–۳۴)؛ عضو بنیان‌گذار کمپین خلع سلاح هسته‌ای و خیریه جنگ سر خواسته.
الیهو بوریت (۱۸۱۰–۱۸۷۹) - دیپلمات آمریکایی، فعال اجتماعی
کائویم باترلی (متولد ۱۹۷۸) - فعال صلح و حقوق بشر ایرلند

## C

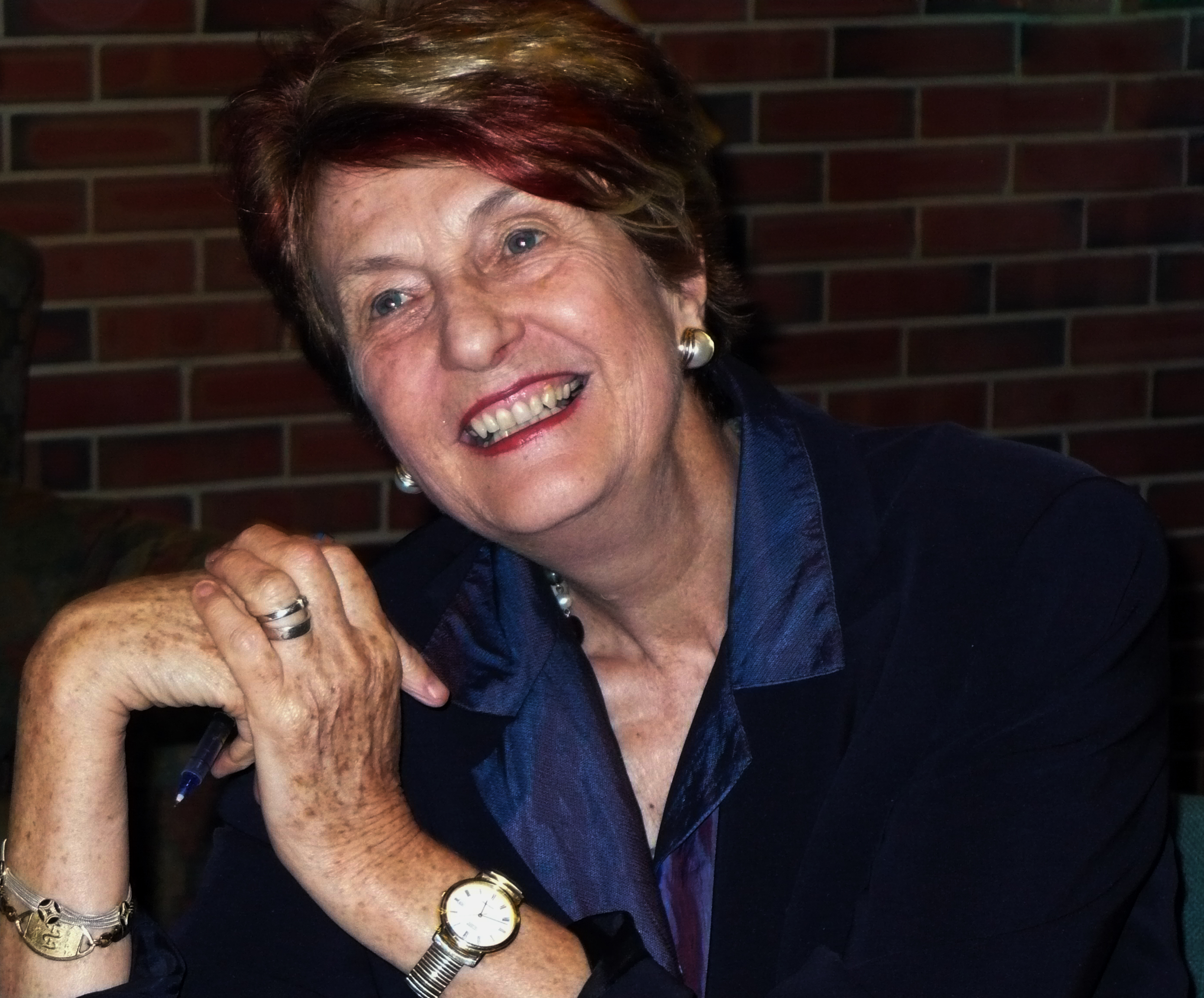
هلن کالدیکوت

هلن کالدیکوت (متولد ۱۹۳۸) - پزشک، فعال جنبش ضد هسته‌ای، احیاء پزشکان برای مسئولیت اجتماعی، کمپین مخالفت علیه خطرات تابش رادیواکتیو
الدر کامارا (۱۹۰۹–۱۹۹۹) - اسقف اعظم برزیل، مدافع الهیات آزادی‌بخش، مخالف دیکتاتوری نظامی
لیدیا کنعان - اولین ستاره راک خاورمیانه است که دراعتراض به جنگ داخلی لبنان در حین تهاجم ارتش با ریسک جانش برنامه اجرا کرد.
اندرو کارنگی(۱۸۳۵–۱۹۱۹) - کارآفرین آمریکایی و بنیان‌گذار موقوفه کارنگی برای صلح بین‌المللی
جیمی کارتر (متولد ۱۹۲۴) - مذاکره‌کننده آمریکایی و رئیس‌جمهور پیشین آمریکا، سازماندهنده، حل اختلاف بین‌المللی
پیر کرسول (۱۸۷۹–۱۹۴۵) - مهندس سوئیس، بنیان‌گذار خدمات بین‌المللی مدنی (SCI) یا خدمات داوطلبانه بین‌المللی صلح (IVSP)
سزار چاوز (۱۹۲۷–۱۹۹۳) - کارگر مزرعه آمریکایی، رهبر سندیکای کارگری و فعال حقوق مدنی
نوآم چامسکی (متولد ۱۹۲۸) - زبان‌شناس، فیلسوف و فعال آمریکایی
رمزی کلارک (متولد ۱۹۲۷) - وکیل آمریکایی ضد جنگ و ضد هسته ای، فعال
هلنا کوبان (متولد ۱۹۵۲) - فعال صلح انگلیس، روزنامه‌نگار، نویسنده
ادوین کانکا کودیچ (متولد ۱۹۸۸) - فعال حقوق بشر و صلح بوسنی، بنیان‌گذار و هماهنگ‌کننده انجمن تحقیقات اجتماعی و ارتباطات (UDIK)
ویلیام اسلوان کوفین (۱۹۲۴–۲۰۰۶) - روحانی آمریکایی، فعال ضد جنگ
جیمز کولایانی (متولد ۱۹۲۲) - نویسنده، ناشر، اولین سازمانده ضد ناپالم
جودی کالینز (متولد ۱۹۳۹) - الهام بخش خواننده / ترانه‌سرا آمریکایی ضد جنگ، معترض
الکس کومفورت (۱۹۲۰–۲۰۰۰) – صلح طلب انگلیسی و مخالف وجدانی جنگ و نویسنده لذت جنسی
جرمی کوربین (متولد ۱۹۴۹) - سیاستمدار بریتانیا، سوسیالیست، مدت‌ها پیش ضد جنگ، ضد امپریالیسم و مبارزه با نژادپرستی
تام کورنل - فعال ضد جنگ ایالات متحده، اولین اعتراضات ضد جنگ ویتنام را آغاز کرد
ریچل کوری (۱۹۷۹–۲۰۰۳) - فعال آمریکایی برای حقوق بشر فلسطین
دیوید کورت رایت - رهبر ضد سلاح هسته‌ای آمریکا
نورمن کازینس (۱۹۱۵–۱۹۹۰) - روزنامه‌نگار، نویسنده، سازمانده، آغازگر
رندال کرمر (۱۸۲۸–۱۹۰۸) - اتحادیه کارگری بریتانیا و عضو حزب لیبرال، نماینده مجلس. (۱۸۸۵–۹۵، ۱۹۰۰–۰۸)؛ صلح طلب و رهبری مدافع اصلی داوران بین‌المللی؛ اتحادیه میان پارلمانی و اتحادیه بین‌المللی دادگستری را تأسیس کرد؛ ترویج کنوانسیون‌های ۱۸۹۹ و ۱۹۰۷ لاهه؛ جایزه صلح نوبل (۱۹۰۳)
فرانسیس کرو (متولد ۱۹۱۹) - ضد جنگ و ضد نیروی هسته ای، رایزنی برای پیش‌نویس قانون

## D

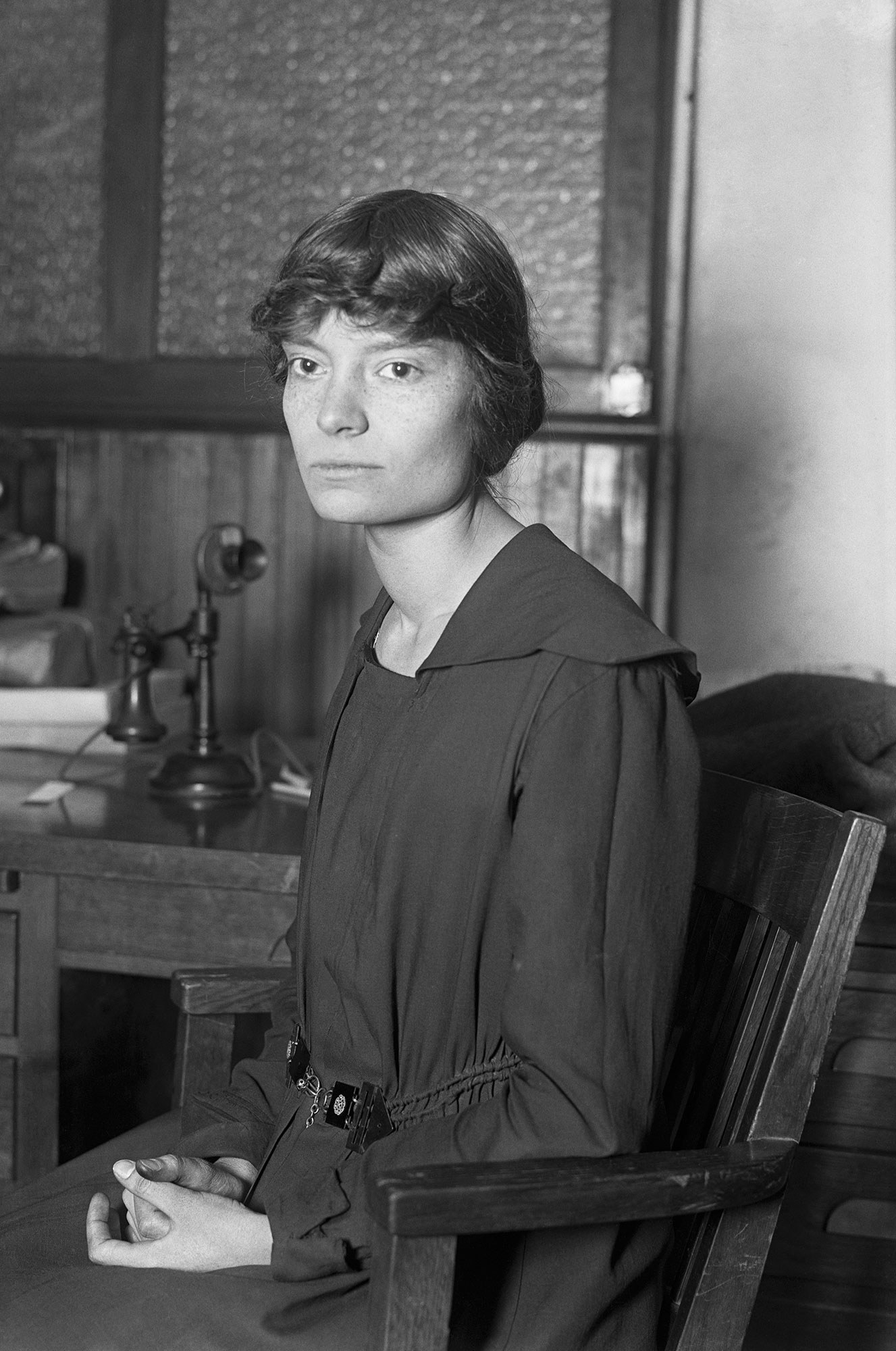
دوروتی دی

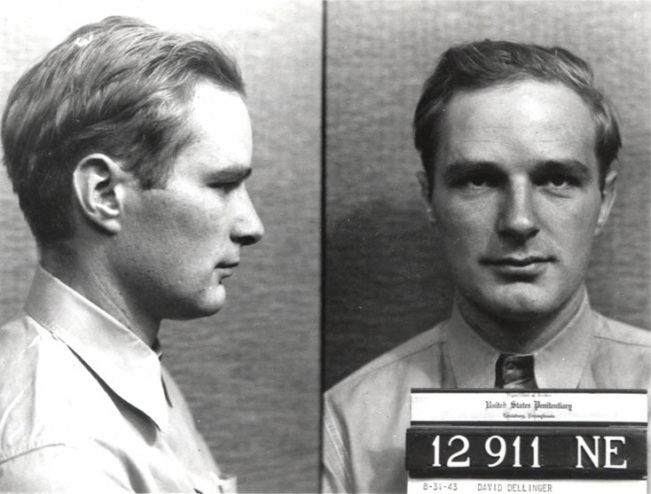
دیوید دلینگر

محمد داجانی داوودی (متولد ۱۹۴۶) – استاد دانشگاه فلسطینی و فعال صلح

جورج مایتلند لوید دیویس (۱۸۸۰–۱۹۴۹) مبارزات صلح طلبی و ضد جنگ در ولز، رئیس اتحادیه صلح (۱۹۴۶–۱۹۴۹)

رنی دیویس (متولد ۱۹۴۱) - رهبر جنگ ضد ویتنام آمریکا، سازماندهنده
دوروتی دی (۱۸۹۷–۱۹۸۰) - روزنامه‌نگار آمریکایی، فعال اجتماعی و یکی از بنیان‌گذاران جنبش کارگری کاتولیک

فران دآث (متولد ۱۹۴۹) - یکی از اولین اعضای تمام وقت کمپین صلح مشترک گرینهام
لانسا دل واستو (۱۹۰۱–۱۹۸۱) - فیلسوف کاتولیک، شاعر، هنرمند و فعال بدون خشونت

دیوید دلینگر (۱۹۱۵–۲۰۰۴) - صلح دوست آمریکایی، سازمانده، رهبر برجسته ضد جنگ

مایکل دنبورو آ ام (۱۹۲۹–۲۰۱۴) - محقق پزشکی نشان استرالیا که حزب خلع سلاح هسته‌ای را تأسیس کرد

آماندا دیو (۱۸۳۸-؟)، وزیر امور خارجه، فعال صلح، خبرنگار

آلما دولنز (۱۸۷۶-؟) – صلح جو ایتالیایی و حامی حق رای به زنان

فیل دناهو – مجری پیشین برنامه تاک شو، مجری سابق تلویزیون

موریل داوکورت (۱۹۰۸–۲۰۰۹) - فعال صلح طلب کانادایی، فمینیست و فعال اجتماعی، بنیان‌گذار صدای زنان صلح نوا اسکاتیا
الی دوکامن (۱۸۳۳–۱۹۰۶) - برنده جایزه صلح نوبل

پگی داف (۱۹۱۰–۱۹۸۱) - فعال صلح، سوسیالیست، بنیان‌گذار و اولین دبیرکل CND
آنری دونان (۱۸۲۸–۱۹۱۰) – بنیان‌گذار کمیته بین‌المللی صلیب سرخ و اولین برنده جایزه صلح نوبل (با فردریک پسی)

روبرت دانبار (درگذشت۱۹۵۶) - فعال باشگاه زنان و فعال صلح آمریکا

مل دانکن (متولد ۱۹۵۰) - مدیر اجرایی نیروی صلح بدون خشونت

## E

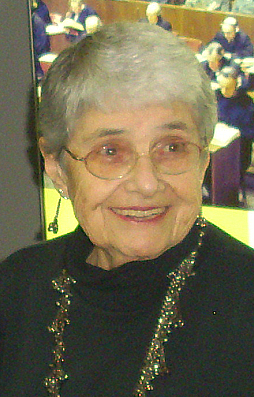
هدی اپستاین

شیرین عبادی (متولد ۱۹۴۷) - وکیل ایرانی، فعال حقوق بشر، برنده جایزه صلح نوبل
آلبرت اینشتین (۱۸۷۹–۱۹۷۹) - دانشمند، برنده جایزه نوبل در فیزیک
دانیل السبرگ (متولد ۱۹۳۱) – خبرنگار افشاگر ضد جنگ ضد آمریکا، معترض

جیمز گارت اندیکوت (۱۸۹۸–۱۹۹۳) - آغازگر، سازماندهنده، معترض

هدی اپستاین (۱۹۲۴–۲۰۱۶) - فعال ضد جنگ یهودی آمریکایی، در انتقال کودکان از دست نازیهای آلمان فرار کرد؛ فعال در مخالفت با سیاست‌های نظامی اسرائیل

جودی ایوانز (متولد ۱۹۵۴) - یکی از بنیان‌گذاران جنبش زنان کد پینک، آغازگر، سازمانده، فیلمساز

## F
مایکل فربر (متولد ۱۹۴۴) - نویسنده، استاد دانشگاه، فعال ضد جنگ

بئاتریس فین (متولد ۱۹۸۲) - فعال ضدهسته‌ای سوئدی، رئیس کمپین بین‌المللی برای نابودی تسلیحات هسته‌ای (ICAN)
جین فوندا (متولد ۱۹۳۷) - معترضان ضد جنگ آمریکا، بازیگر

جیم فورست (متولد ۱۹۴۱) - نویسنده، دبیرکل بین‌المللی صلح ارتدوکس

رندال فورسبرگ (۲۰۰۷–۱۹۴۳) - طول عمر خود را صرف پژوهش و حمایت از راه‌های کاهش خطر ابتلا به جنگ، به حداقل رساندن هزینه‌های نظامی و ارتقاء نهادهای دموکراتیک کرد. در سال ۱۹۶۸ در انستیتو بین‌المللی پژوهش‌های صلح استکهلم فعالیت حرفه‌ای خود را آغاز کرد

تام فاکس (۱۹۵۱–۲۰۰۶) – عضو کلیسای جامعه دوستان کوئیکرها آمریکایی

دیانا فرانسیس (متولد ۱۹۴۴) - رئیس پیشین انجمن بین‌المللی آشتی و صلح
اورسولا فرانکلین (۱۹۲۱–۲۰۱۶) - دانشمند آلمانی-کانادایی، صلح طلب و فمینیست، تحقیقاتش در آزمایش آزمایش اتمسفری

کامفورت فریمن - فعال ضد جنگ لیبریا
آلفرد فرید (۱۸۶۴–۱۹۲۱) - یکی از بنیان‌گذاران جنبش صلح آلمان، خواستار تشکیل سازمان صلح جهانی شد

## G

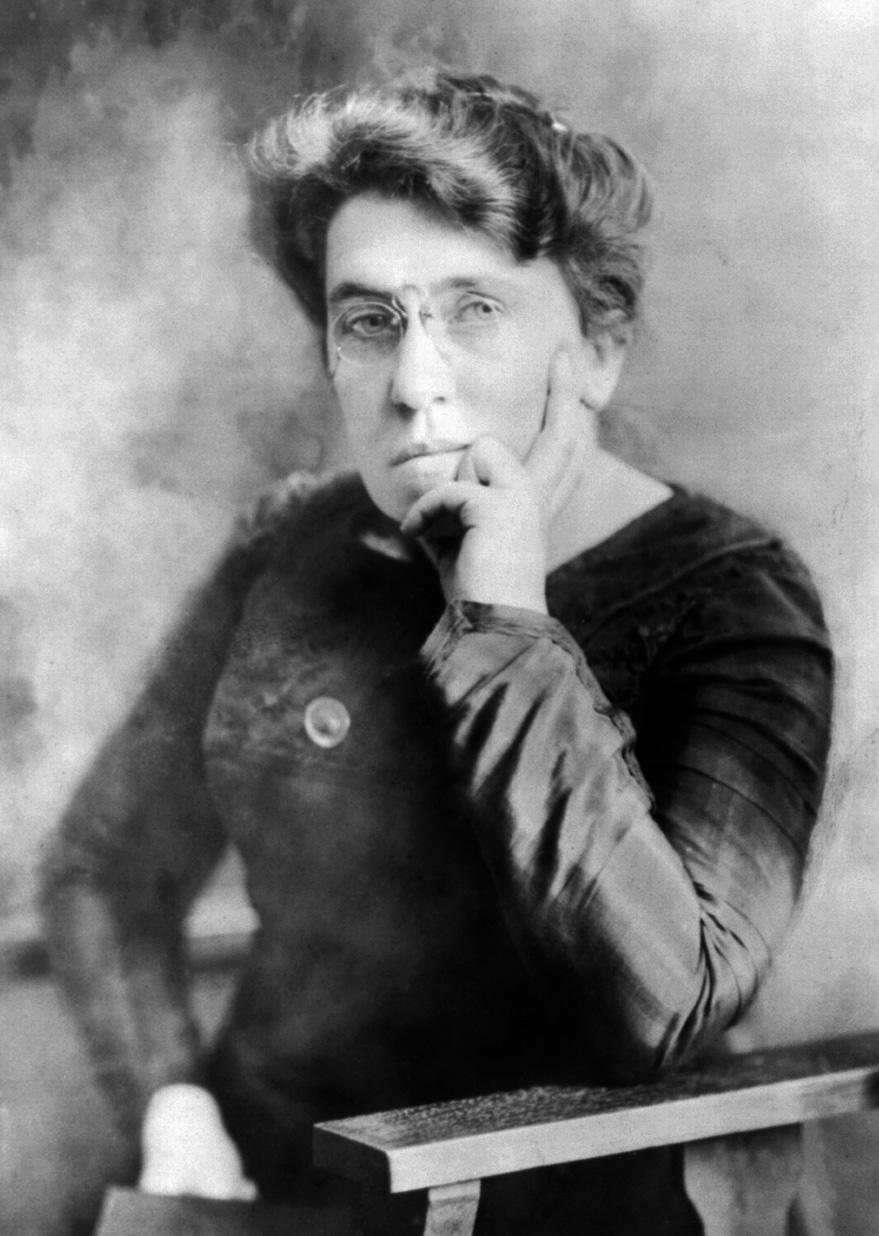
اما گلدمن

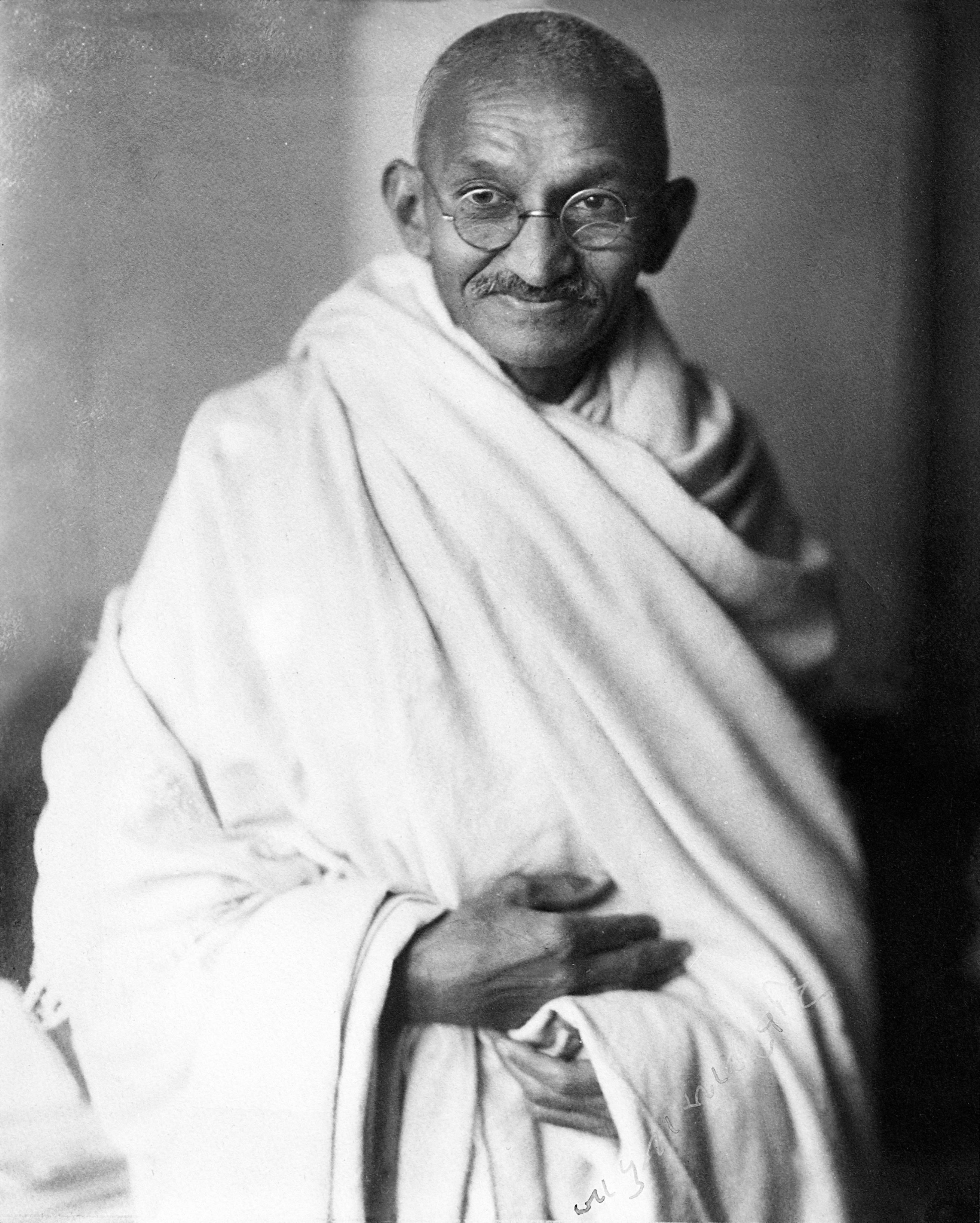
مهاتما گاندی

آرن مانیلال گاندی (متولد ۱۹۳۴) - هندی، سازماندهنده، معلم، نوه مهاتما گاندی
مهاتما گاندی (۱۸۶۹–۱۹۴۸) - هندی، نویسنده، سازمان دهنده، معترض، وکیل، رهبر الهام بخش جنبش

اریک گاریس (متولد ۱۹۵۳) - مدیر وب سایت آنتی وار دات کام
لیما گبوی (متولد ۱۹۷۲) - سازماندهنده جنبش صلح زنان در لیبریا، برنده جایزه صلح نوبل ۲۰۱۱
آویو گفن (متولد ۱۹۷۳) - خواننده و فعال صلح اسرائیل

اورت گندلر (متولد ۱۹۲۸) - خاخام محافظه کار، فعال صلح، نویسنده
آلن گینزبرگ (۱۹۲۶–۱۹۹۷) - معترضان ضد جنگ آمریکایی، نویسنده

آرتور گیش (۱۹۳۹–۲۰۱۰) - سخنران عمومی و فعال صلح آمریکا
دنی گلاور (متولد ۱۹۴۶) - بازیگر آمریکایی و فعال ضد جنگ
اما گلدمن (۱۹۴۰–۱۸۶۹) - فعال روسی / آمریکایی در مخالفت با جنگ جهانی اول در آمریکا زندانی شد
ایمی گودمن (متولد ۱۹۵۷) - روزنامه‌نگار، مجری برنامه دموکراسی نو! بنگاه خبری رادیویی، تلویزیونی و اینترنتی
پل گودمن (۱۹۱۱–۱۹۷۲) - نویسنده، روان درمانگر، منتقد اجتماعی، فیلسوف آنارشیست و روشنفکر عمومی
میخائیل گورباچف (متولد ۱۹۳۱) - فعال ضد هسته‌ای روسیه در طول و پس از دوران ریاست جمهوری اش در شوروی سابق
واوی گرافی (متولد ۱۹۳۶) - بازیگر و فعال آمریکایی برای صلح
دیک گریگوری (متولد ۱۹۳۲) - کمدین آمریکایی، معترض ضد جنگ

بن گریفین (متولد ۱۹۷۷) - سرباز سابق سرویس هوایی ویژه بریتانیا و سرباز جنگ عراق است
وودی گاتری (۱۹۱۲–۱۹۱۲) - معترض ضد جنگ و نوازنده الهام بخش آمریکا
دالایی لامای چهاردهم (متولد ۱۹۳۵) -(تنزین گیاتسو) دالایی لاما کنونی، مدافع صلح

## H

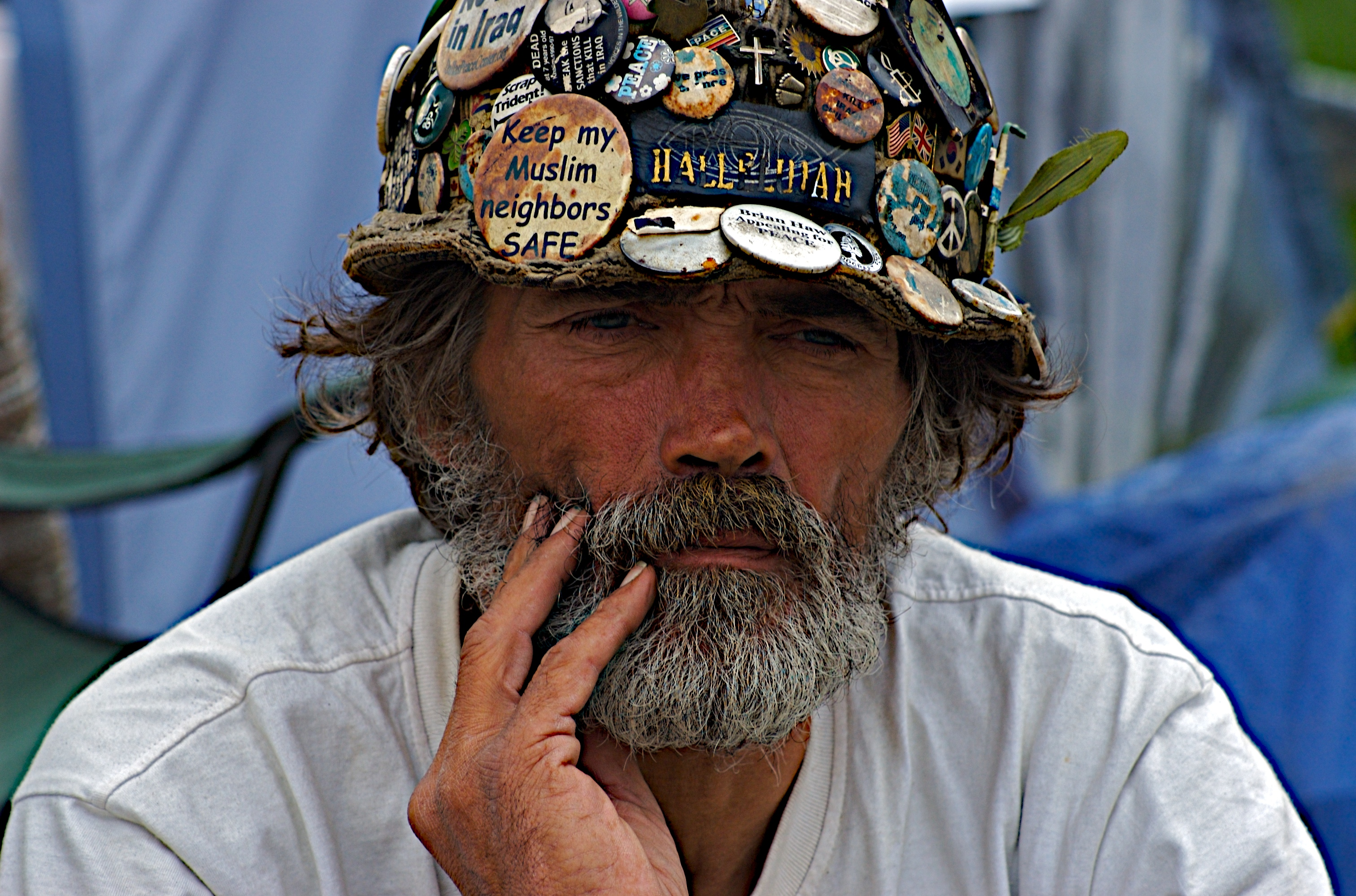
برایان هو

اتو هان (۱۸۷۹–۱۹۶۸) - شیمی‌دان آلمانی بود که به خاطر کشف شکافت هسته‌ای فهرست برندگان جایزه نوبل شیمی در سال ۱۹۴۴ را به دست آورد، صلح طلب، ضد سلاح‌های هسته‌ای و مدافع آزمایش

جف هالپر (متولد ۱۹۴۶) - انسان‌شناس آمریکایی و فعال صلح اسرائیل، بنیان‌گذار کمیته اسرائیل علیه تخریب خانه

جودیت هند (متولد ۱۹۴۰) - زیست‌شناس، پیشگام در صلح و علم رفتارشناسی جانوران

تیچ نات هان (متولد ۱۹۲۶) – راهب ویتنامی، صلح طلب و طرفدار عدم خشونت

ج. سیمون هاراک (متولد ۱۹۴۸) - استاد دانشگاه الهیات، فعال صلح

کیر هاردی (۱۸۵۶–۱۹۱۵) - سوسیالیست و صلح طلب اسکاتلندی، از بنیان‌گذاران حزب کارگر (بریتانا) مستقل و حزب کارگر، مخالفت با جنگ جهانی اول
جرج هریسون (۱۹۴۳–۲۰۰۱) - گیتاریست انگلیسی، خواننده، ترانه‌سرا، و تولیدکننده موسیقی و فیلم، شهرت بین‌المللی به خاطر گیتاریست اصلی گروه بیتلز به دست آورد. فعال مذهبی و ضد جنگ
واتسلاو هاول (۱۹۳۶–۲۰۱۱) – نویسنده بدون خشونت چکسلواکی، شاعر و سیاستمدار
برایان هو (۱۹۴۹–۲۰۱۱) - فعال انگلیسی، آغازگر و برای مدت طولانی مشارکت در کمپین صلح میدان پارلمان انگلیس

تام هایدن (۱۹۳۹–۲۰۱۹) - فعال حقوق مدنی، رهبر جنگ ضد ویتنام، نویسنده، سیاستمدار کالیفرنیا

ویلسون آ. هد (۱۹۱۴–۱۹۹۳) - جامعه‌شناس آمریکایی / کانادایی، فعال
آرتور هندرسون (۱۸۶۳–۱۹۳۵) - سیاستمدار بریتانیایی، رهبر حزب کارگر (بریتانیا)، وزیر مشاور در امور خارجه و مشترک‌المنافع، رئیس کنفرانس خلع سلاح ژنو، جایزه صلح نوبل ۱۹۳۴

ابراهام جاشوآ هشل (۱۹۰۷–۱۹۷۲) - خاخام، استاد دانشکده الهیات یهود، حقوق مدنی و فعالان صلح
بونو (متولد ۱۹۶۰) - خواننده و آهنگساز ایرلندی، موسیقیدان، سرمایه‌گذار ریسک پذیر، تاجر و بشردوست؛ متولد پل دیوید هیوسن

سیدنی هینکس (۱۹۲۵–۲۰۰۶) – صلح طلب، کشیش کلیسای انگلستان

امیلی هابهاوس (۱۸۲۶–۱۹۶۰) – مبارز برای رفاه بریتانیایی‌ها

ابی هافمن (۱۹۳۶–۱۹۸۹) - رهبر ضد جنگ ویتنام آمریکا، یکی از بنیان‌گذاران حزب بین‌المللی جوانان

مارگارت هولمز، آ ام (۱۹۰۹–۲۰۰۹) - فعال سیاسی نشان استرالیا حین جنگ ویتنام، عضو انجمن بین‌المللی صلح‌آمیز مسیحیان

نوبوتو هوساکا (متولد ۱۹۵۵) - شهردار ستگایا در توکیو؛ در ماه آوریل سال ۲۰۱۱، سمت شهرداری را در یک مانیفست جنبش ضد هسته‌ای، تنها بیش از یک ماه پس از حادثه اتمی فوکوشیما دیاچی تصاحب کرد.
جولیا وارد هوی (۱۸۱۹–۱۹۱۹) - نویسنده، مدافع، سازمان دهنده

کیت هادسون (متولد ۱۹۵۸) - فعال سیاسی چپ و علمی بریتانیا؛ دبیرکل کمپین برای خلع سلاح هسته‌ای (CND) و دبیرکل اتحاد چپ؛ و از سال ۲۰۰۲ افسر ائتلاف «توقف جنگ» می‌باشد.

امریس هیوز (۱۸۹۴–۱۹۶۹) - عضو سوسیالیست ولزی مجلس نمایندگان انگلیس، جایی که به صراحت صلح طلب بود.

هانا کلاتیر هال (۱۸۷۲–۱۹۵۸) - فعال آمریکایی کوئیکرها، در رهبری اتحادیه بین‌المللی زنان برای صلح و آزادی در ایالات متحده
جان هیوم (متولد ۱۹۳۷) - جایزه صلح نوبل ایرلندی و دریافت‌کننده جایزه صلح گاندی، رهبر پیشین حزب سوسیال دموکرات و کارگر و نماینده سابق انتخابات مجلس نمایندگان پارلمان بریتانیا ۲۰۰۵–۱۹۸۳
آلدوس هاکسلی(۱۸۶۳–۱۹۹۴) - ضد جنگ و نویسنده ضد جنگ

## I

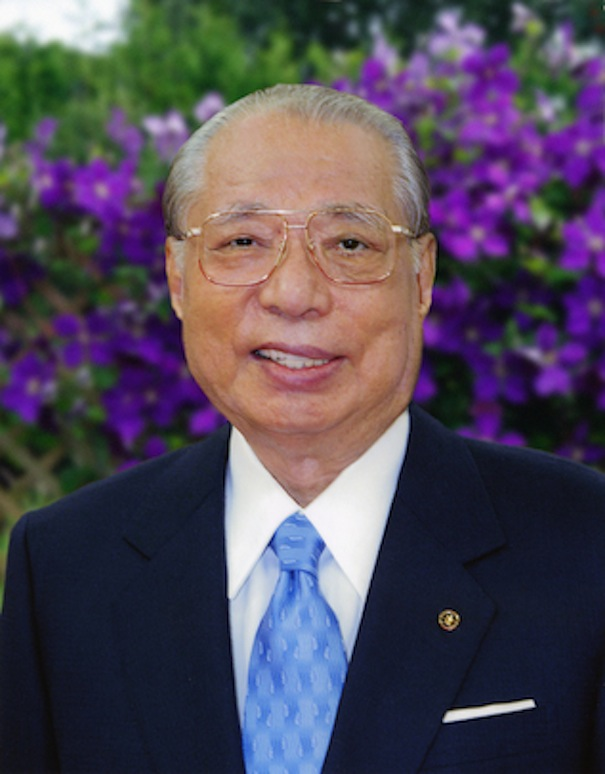
دایساکو ایکدا

دایساکو ایکدا رهبر بودایی، نویسنده، رئیس سوکا گاکای بین‌المللی، و بنیان‌گذار موسسات تحقیقاتی چندگانه آموزشی و صلح

## J
ژان ژورس (۱۸۵۹–۱۹۱۴) - فعال ضد جنگ فرانسه، رهبر سوسیالیست

کیرتی جایاکومار (متولد ۱۹۸۷) - فعال صلح هند و فعال حقوق برابری زنان، فعال صلح جوانان، مربی صلح و بنیان‌گذار بنیاد فیل سرخ
ژان پل دوم - پاپ کاتولیک لهستانی، الهام بخش، مدافع

هلن جان - یکی از اولین اعضای تمام وقت کمپین صلح مشترک زنان گرینهام است.

## K

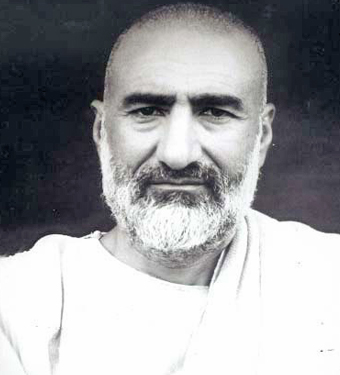
خان عبدالغفار خان

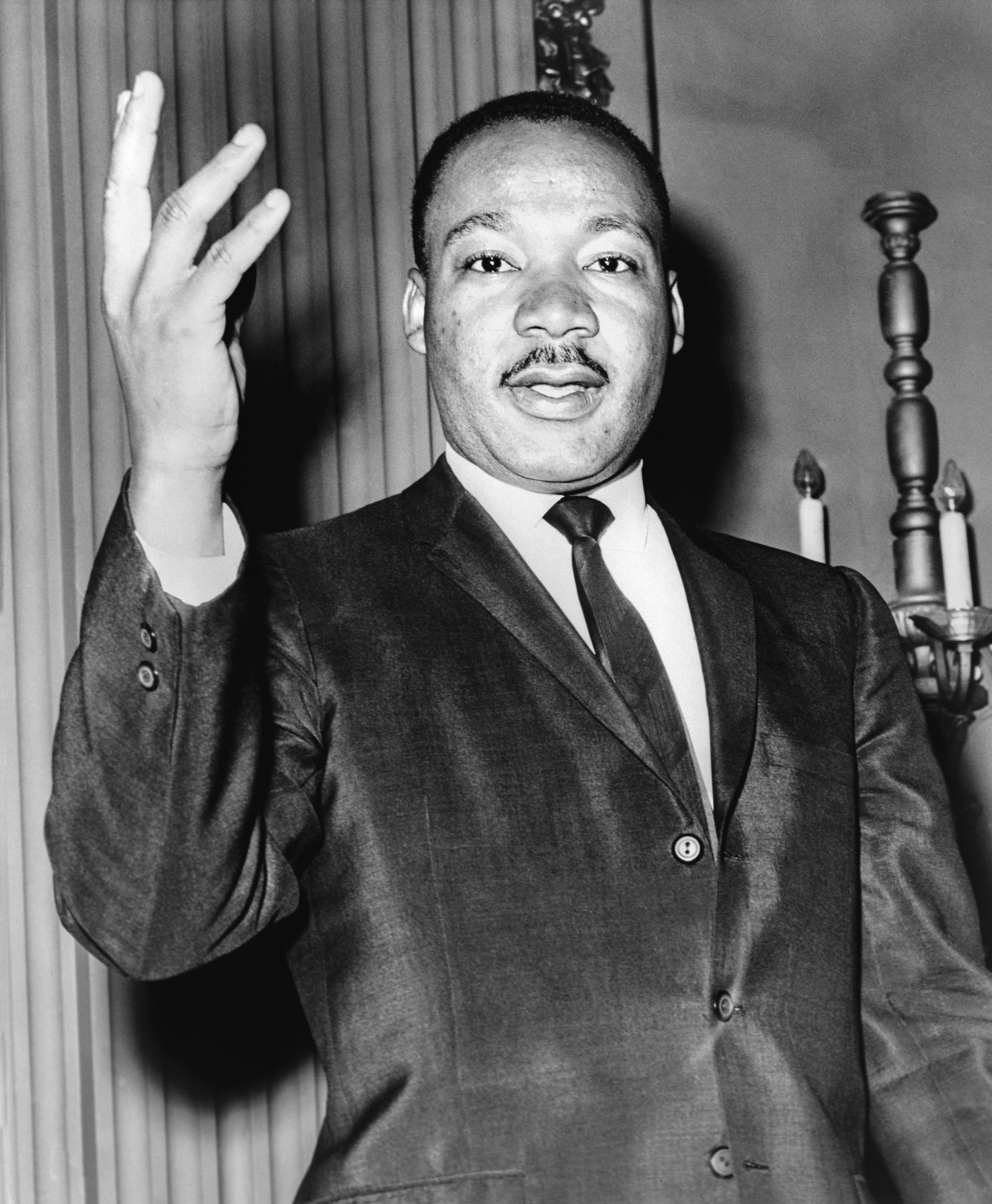
مارتین لوتر کینگ جونیور

توکل کرمان (متولد ۱۹۷۹) - روزنامه‌نگار یمن، سیاستمدار و فعال حقوق بشر؛ جایزه صلح نوبل سال ۲۰۱۱ را به اشتراک گذاشت

گوررمار کار - فعال دانشجویی و صلح هند
هلن کلر (۱۸۸۰–۱۸۶۸) – نویسنده کر و لال، سخنرانی «اعتصاب علیه جنگ» کارنگی هال، نیویورک ۱۹۱۶

کتی کلی (متولد ۱۹۵۲) – صلح طلب و فعال ضد جنگ آمریکا، بیش از ۶۰ بار در طول اعتراضات دستگیرشده‌است. عضو و سازمانده تیم‌های بین‌المللی صلح

بروس کنت (متولد ۱۹۲۹) - کشیش سابق کاتولیک؛ مبارز برجسته ضد هسته‌ای و کمپین برای خلع سلاح هسته‌ای (CND) و رئیس دفتر بین‌المللی صلح
خان عبدالغفار خان (۱۸۹۰–۱۹۸۸) - فعال استقلال پشتون، رهبر معنوی و سیاسی، صلح طلب مادام العمر

وحید الدین خان (متولد ۱۹۲۵) - دانشمند و فعال صلح اسلامی هند و فعال صلح

استیو کیله لی - آغاز گر شاخص صلح جهانی و مؤسسه اقتصاد و صلح.
مارتین لوتر کینگ جونیور (۱۹۲۹–۱۹۶۸) - معترض برجسته آمریکایی ضد جنگ ویتنام، سخنران، الهام بخش
جاناتان کیس لو - (متولد ۱۹۸۵) فعال صلح اسرائیل، نویسنده و هنرمند، یکی از بنیان‌گذاران پروژه گفتگوی هله لویا
ادم کوکش (متولد ۱۹۸۲) - فعال آمریکایی، سرباز جنگ عراق علیه جنگ

ران کوویچ (متولد ۱۹۴۶) - سرباز آمریکایی جنگ ویتنام، معترضان جنگ

پل کراسنر (متولد ۱۹۳۲) – آمریکایی، سازمانده جنگ ضد ویتنام، نویسنده، یپیه یکی از بنیان‌گذاران حزب بین‌المللی جوانان
مصطفی کابلی (متولد ۱۹۸۷) - اهل افغانستان، تحصیل کرده حقوق بشر، فعال صلح، بنیانگذار و دبیر انجمن مطالعات بین‌الملل صلح افغانستان.

## L

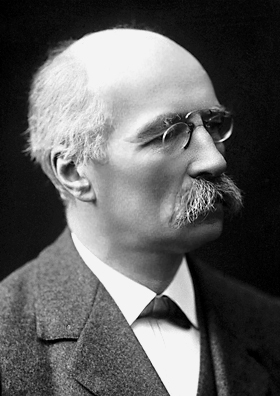
هنری لا فونتن

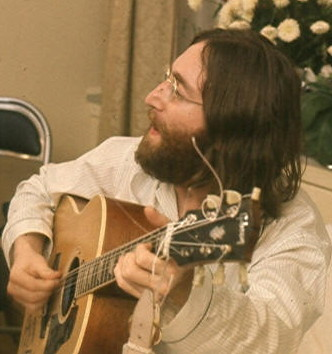
جان لنون

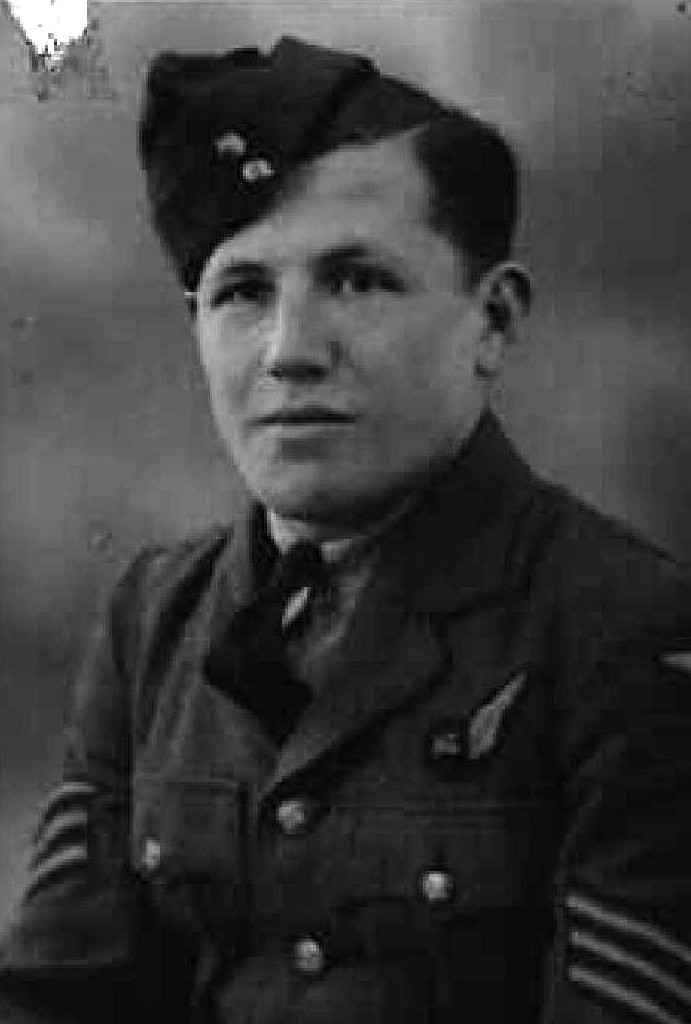
برتی لوییس

هنری لافونتن (۱۸۵۴–۱۹۴۳) - آغازگر، سازمانده، برنده جایزه صلح نوبل

ویلیام لاد (۱۷۷۸–۱۸۴۱) - آغازگر آمریکایی، نخستین رئیس انجمن صلح آمریکا

برنارد لافایت (متولد ۱۹۴۰) - برگزارکننده، مربی، آغازگر آمریکایی

جورج لیکی (متولد ۱۹۳۷) - فعال صلح آمریکا، بنیان‌گذار جنبش برای جامعه جدید

گرگوریس لامبرایکس (۱۹۶۳–۱۹۶۳) - ورزشکار یونانی، پزشک، سیاستمدار، فعال

جورج لنسبوری (۱۸۵۹–۱۹۴۰) - سیاستمدار بریتانیایی؛ نماینده حزب کارگر (بریتانیا) در مجلس (۱۹۱۰–۱۲، ۱۹۲۲–۱۹۲۲) - رهبر حزب کارگر (۵–۱۹۳۲)؛ مبارزان برای عدالت اجتماعی و حقوق زنان و علیه جنگ و امپریالیسم؛ صلح طلب مسیحی؛ مخالفت با جنگ جهانی اول؛ مبارزه برای خلع سلاح یکجانبه و خلع سلاح جهانی در دهه ۱۹۲۰ و ۱۹۳۰؛ رئیس اتحادیه صلح (۱۹۳۷)

آندره لاریوییر (متولد ۱۹۴۸) - فعال اکولوژیک و ضد هسته ای

برایان لاو (۱۹۵۴–۲۰۱۳) - فعال غیرقانونی استرالیا
جان لنون (۱۹۴۰–۱۹۸۰) - خواننده / ترانه‌سرا انگلیسی، معترضان ضد جنگ

سیدنی لنس (۱۹۱۲–۱۹۸۶) - رهبر ضد جنگ ویتنام آمریکا

موریل لستر (۱۸۸۵–۱۹۶۸) - اصلاح گر اجتماعی بریتانیایی، صلح جویی و مخالف کلیسای انگلیس؛ سفیر و رئیس مصالحه و دوستی بین‌المللی؛ یکی از بنیان‌گذاران سالن گنگزلی انگلستان

برتی لوییس (۱۹۲۰–۲۰۱۰) - خلبان نیروی هوایی سلطنتی بریتانیا در جنگ جهانی دوم که به یکی از مبارزان صلح U.K تبدیل شد

توماس لوئیس (۱۹۴۰–۲۰۰۸) - هنرمند آمریکایی، فعال ضد جنگ با حضور در (بالتیمور چهار و کاستونویل نه)

جیمز لانی (متولد ۱۹۶۴) - کارگر صلح، قربانی آدم‌ربایی
رزا لوکزامبورگ (۱۹۱۹–۱۸۷۱) - فعال آلمانی مارکسیست و ضد جنگ

استاتوون لیند (متولد ۱۹۲۹) - رهبر جنگ ضد ویتنام آمریکا

برادفورد لیتل (متولد ۱۹۲۷) – صلح‌جویی برجسته آمریکایی، نویسنده، کاندیدای ریاست جمهوری و سازماندهی‌کننده با کمیته اقدام غیر خشونت‌آمیز آمریکایی

## M

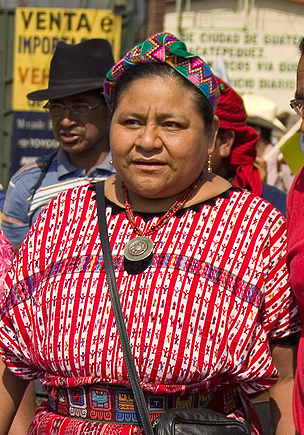
ریگوبرتا منچو

وانگاری ماآتای (۱۹۴۰–۲۰۱۱) - فعال محیط زیست کنیا، برنده جایزه صلح نوبل
نورمن میلر (۱۹۲۳–۲۰۰۷) - نویسنده ضد جنگ آمریکا، معترضان جنگ
مایرید ماگوایر (متولد ۱۹۴۴) - جنبش صلح ایرلند شمالی، برنده جایزه صلح نوبل
نلسون ماندلا (۲۰۱۳–۱۹۱۸) - دولتمرد آفریقای جنوبی، رهبر جنبش ضد آپارتاید و مصالحه پس از آپارتاید، بنیان‌گذار «سازمان ریش سفیدان»، الهام بخش
باب مارلی (۱۹۴۵–۱۹۸۱) - خواننده / ترانه‌سرا الهام بخش، ضد جنگ جامائیکایی

الیزابت مک آلیستر (متولد ۱۹۳۹) - یک راهبه کاتولیک سابق آمریکا، یکی از بنیان‌گذاران خانه جونا (جمعیت ضد خشونت و مقاومت)، فعال صلح

کلمن مک‌کارتی (متولد ۱۹۳۸) - روزنامه‌نگار آمریکایی، معلم، سخنران، صلح طلب، مترقی، آنارشیست و فعال دیرین صلح

یوجین مک‌کارتی (۲۰۰۵–۱۹۱۶) - نامزد انتخابات ریاست جمهوری ایالات متحده، دستور کار جنگ علیه ویتنام را اجرا کرد

جان مک کانل (۱۹۱۵–۲۰۱۲) - بنیان‌گذار روز زمین و اعلامیه صلح سازمان ملل متحد
جرج مک‌گاورن (۱۹۲۲–۲۰۱۲) - سناتور ایالات متحده، نامزد ریاست جمهوری، دستور کار جنگ علیه ویتنام

کیت مک هنری (متولد ۱۹۵۷) - یکی از بنیان‌گذاران مواد غذایی بمب نیست

دیوید مک تاگارت (۱۹۳۲–۲۰۰۱) - فعال کانادایی در برابر جنگ‌افزار هسته‌ای، یکی از مؤسسان بین‌المللی صلح سبز
ریگوبرتا منچو (۱۹۵۹)) - فعال حقوق بومیان گواتمالایی، ضد جنگ، بنیان‌گذار، نوبل زنان برای عدالت
چیکو مندس (۱۹۴۴–۱۹۸۸) - مدافع محیط زیست و حقوق بشر برزیلی و مدافع حقوق بشر دهقانان و مردم بومی
توماس مرتون (۱۹۱۵–۱۹۶۸) - راهب و شاعر، نویسنده الهام بخش، فیلسوف

کیزیتو میهیگو (متولد ۱۹۸۱) - خواننده مسیحی رواندا، بازمانده نسل‌کشی رواندا، متعهد به بخشش و وقف صلح و آشتی پس از نسل‌کشی ۱۹۹۴

بری میتکالف (۱۹۳۰–۱۹۸۶) - رهبر جنبش نیوزیلند علیه جنگ ویتنام و جنبش ضد هسته‌ای در نیوزلند

مالبوگو مؤلفه (متولد ۱۹۸۰) - فعال بوتسوانا علیه خشونت مبتنی بر جنسیت

ئی دی مورل (۱۸۷۳–۱۹۲۴) - روزنامه‌نگار، نویسنده، صلح طلب و سیاستمدار. مخالفت با جنگ جهانی اول و مبارزه علیه برده داری در کنگو.

هوارد مورلند (متولد ۱۹۴۲) - روزنامه‌نگار، طرفدار لغو سلاح هسته‌ای اتمی

سیبیل موریسون (۱۸۹۳–۱۹۸۴) – صلح طلب انگلیسی، فعال در اتحادیه صلح
جان مت (۱۸۶۵–۱۹۵۵) - رهبر انجمن مسیحی مردان جوان و فدراسیون دانشجویان مسیحی جهان، برنده جایزه نوبل صلح ۱۹۴۶

علاء مورابیت (متولد ۱۹۸۹) - پزشک کانادایی لیبی و مدافع حقوق بشر برای صلح و امنیت فراگیر

جان میدلتون موری (۱۸۸۹–۱۹۵۷) - نویسنده بریتانیایی، حامی اتحادیه صلح و سردبیر خبری صلح از ۱۹۴۰ تا ۱۹۴۶

ای جی موسته (۱۸۸۵–۱۹۶۷) - صلح طلب آمریکایی، سازمانده، رهبر جنگ ضد ویتنام

## N

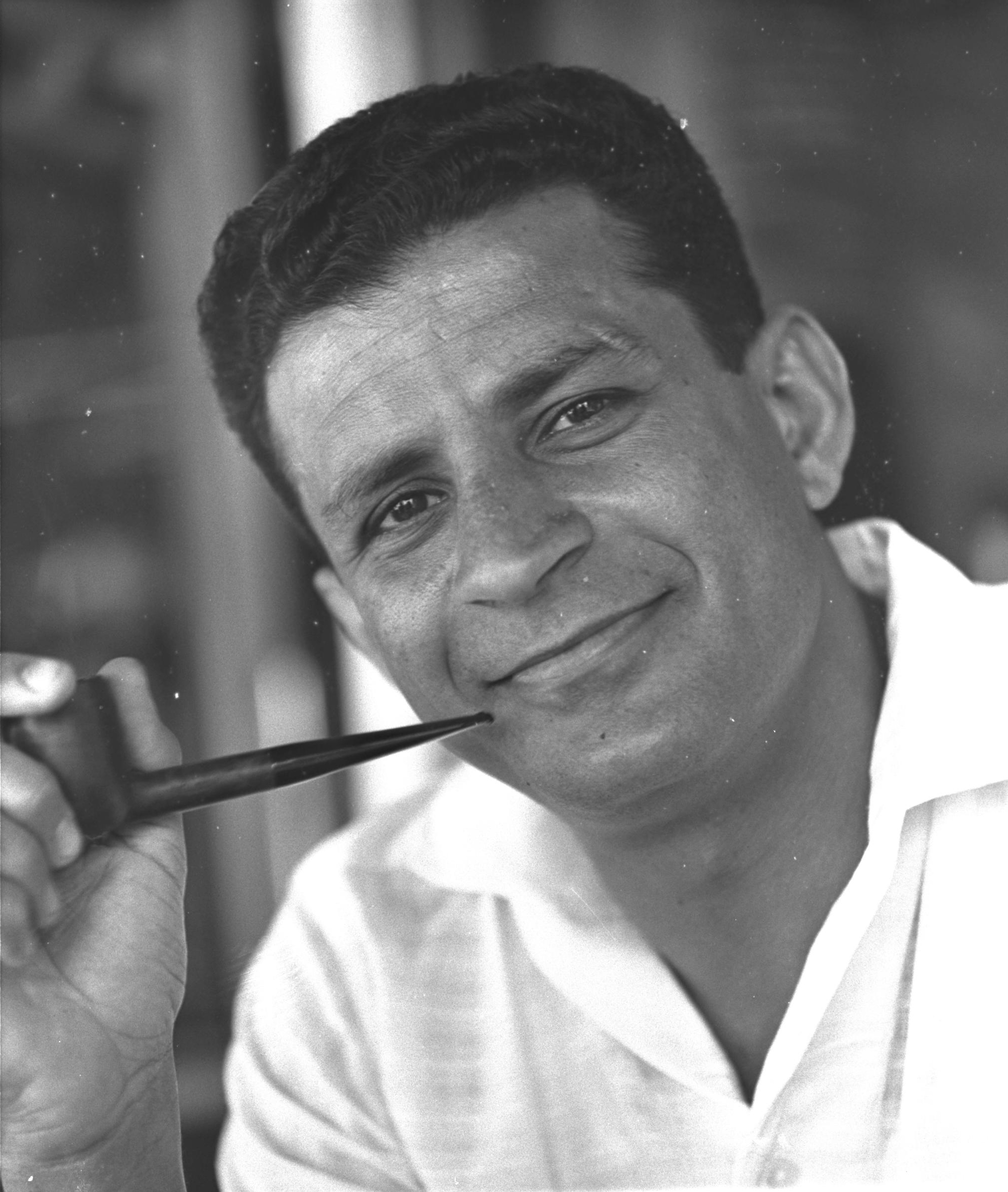
ایبی ناتان

ایبی ناتان (۱۹۲۷–۲۰۰۸) – بشردوست اسرائیلی، مؤسس رادیو بشردوستی، ملاقات با تمامی طرفهای درگیری

عزرا ناوی (متولد ۱۹۵۲) - فعال حقوق بشر اسرائیل و صلح طلب
پل نیومن (۱۹۲۵–۲۰۰۸) - الهام بخش معترضان ضد جنگ آمریکا

گابریلا نگیرمانگ (۱۹۲۲–۲۰۰۷) - فعال صلح و ضد هسته‌ای پالائویی

گئورگ فریدریش نیکولای (۱۸۶۴–۱۹۶۴) - استاد آلمانی، معروف به کتاب «زیست‌شناسی جنگ»
مارتین نیمولر (۱۸۹۲–۱۹۸۴) - کشیش لوتری ضد نازی، اردوگاه کار اجباری زاخسنهاوزن و اردوگاه کار اجباری داخائو زندانی بود، صلح طلب و مبارز خلع سلاح
فیلیپ بیکر (۱۸۸۹–۱۹۸۲) - سیاستمدار حزب کارگر بریتانیا، کسب مدال نقره المپیک، مبارز فعال برای خلع سلاح، جایزه صلح نوبل ۱۹۵۹، بنیان‌گذار همراه با فنر براکوی در کمپین خلع سلاح جهانی

سری نسیبة (متولد ۱۹۴۹) - فعال فلسطینی

## O
فیل اوکس (۱۹۴۰–۱۹۷۶) - خواننده / ترانه‌سرا جنگ ضد ویتنام آمریکا، برنامه‌های اعتراضی را آغاز کرد

پل اوسترایشر (متولد ۱۹۳۱) - مأمور کلیسای جامع کاونتری، صلح طلب مسیحی، فعال در آشتی پس از جنگ
یوکو اونو (متولد ۱۹۳۳) - جنگجوی ژاپنی ضد ویتنام در آمریکا و اروپا
کارل فون اوسیتزکی (۱۸۸۹–۱۹۸۹) - صلح گرای آلمانی، برنده صلح نوبل، مخالف مجدد نازی ها

لورنس اورمایر (متولد ۱۹۵۷) - شاعر، نویسنده، نظریه‌پرداز

## P

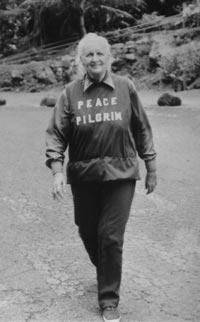
زائر صلح

اولاف پالمه (۱۹۲۷–۱۹۸۶) - نخست‌وزیر سوئد، دیپلمات

منظور احمد پښتین (متولد ۱۹۹۲) - فعال حقوق پاکستان برای حقوق پشتون ها

مدها پاتکار (متولد ۱۹۵۴) - فعال هندی برای جنبش فقرای دالیت تحت تأثیر پروژه‌های سد
فردریک پسی (۱۸۲۲–۱۹۱۲) - اقتصاددان فرانسوی، فعال صلح و گیرنده مشترک (همراه با آنری دونان) اولین جایزه صلح نوبل (۱۹۰۱)
ران پال (متولد ۱۹۳۵) - نویسنده، پزشک، کنگره سابق ایالات متحده و نامزد ریاست جمهوری، فعال ضد جنگ، جمهوری‌خواه لیبرترین
لینوس پاولینگ (۱۹۰۱–۱۹۹۴) –آمریکایی، ضدآزمایش هسته ای، مدافع و رهبر

میکو پلد (متولد ۱۹۶۱) - فعال صلح اسرائیل، نویسنده کتاب «پسر ژنرال»: سفر یک اسرائیلی به فلسطین

لیندزی پرسی (متولد ۱۹۴۱) - پرستار، ماما، صلح طلب، بنیان‌گذار کمپین برای حسابرسی از پایگاه‌های آمریکایی (CAAB)

کونسپسیون پیکیوتو (متولد ۱۹۴۵؟) - جنبش ضد هسته‌ای و ضد جنگ، شب زنده داری صلح مقابل کاخ سفید
زائر صلح (۱۹۰۸–۱۹۸۱) -پیمودن بزرگراه‌ها و خیابان‌های آمریکا برای حمایت از صلح

جوزف پولووسکی (۱۹۱۶–۱۹۸۳) – سرباز آمریکایی، طرفدار روابط بهتر بین ایالات متحده و اتحاد جماهیر شوروی بین سال‌های ۱۹۵۵ و ۱۹۸۳

مناسی پرادان (متولد ۱۹۶۲) - فعال هندی؛ بنیان‌گذار کمپین بین‌المللی افتخار برای زنان

## Q
لودویگ کویده(۱۹۴۱–۱۸۵۸) - صلحجوی آلمانی، سال ۱۹۲۷، برنده جایزه صلح نوبل

## R

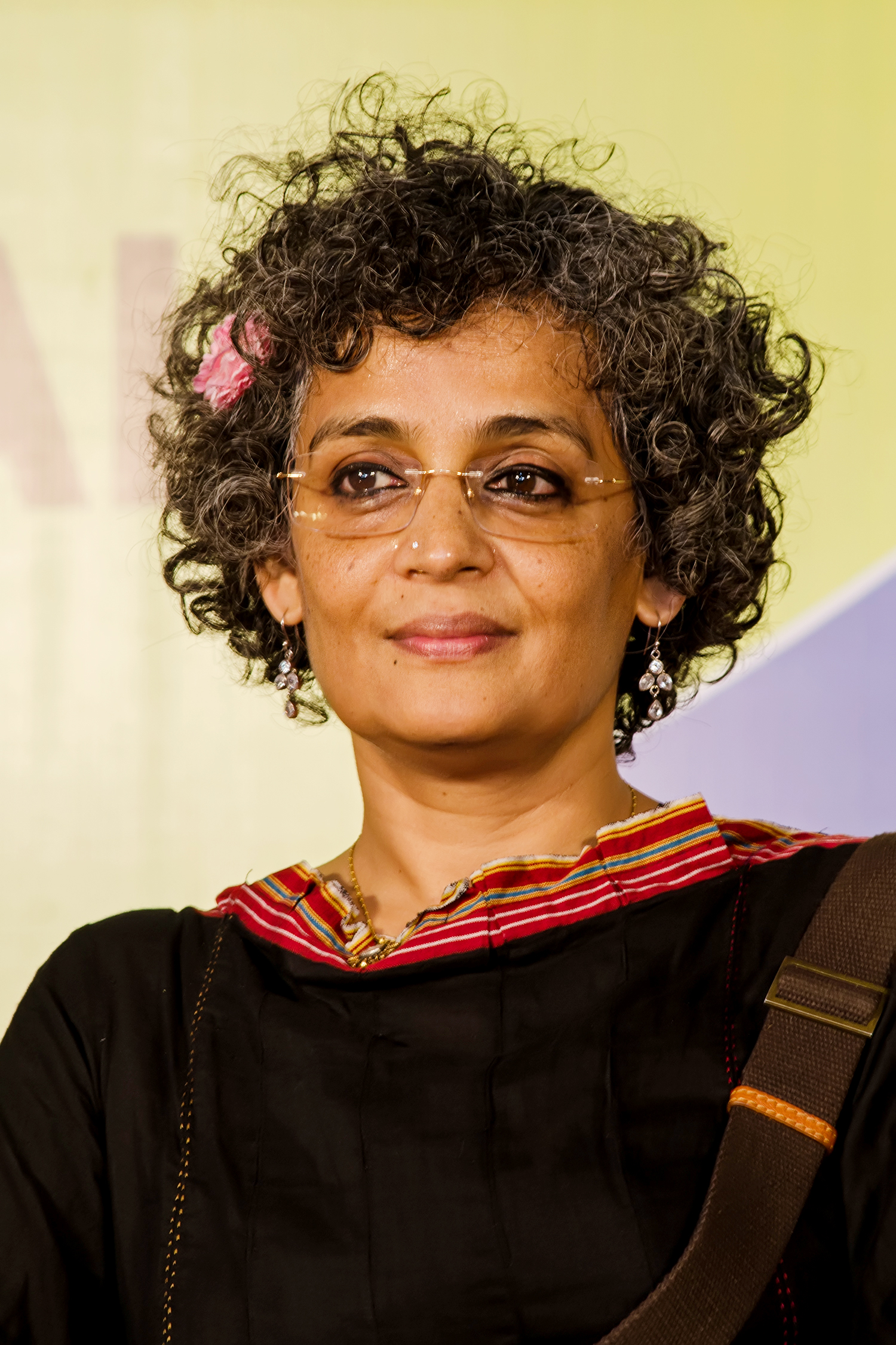
ارونداتی روی

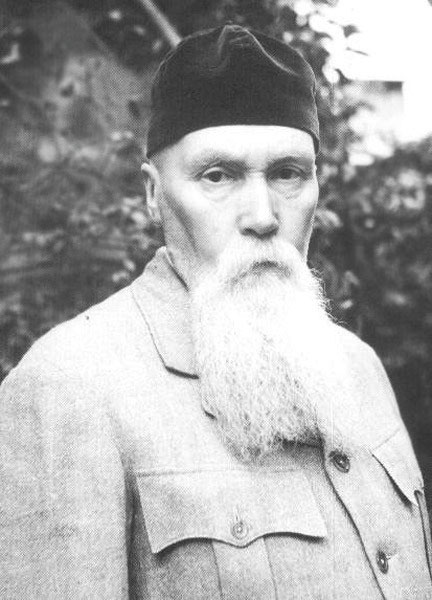
نیکلای رریخ

جیم ردفورد - فعال اجتماعی بریتانیایی، سیاسی و فعال صلح، جوانترین سرباز جنگ روز D، خواننده مردمی و هماهنگ‌کننده تظاهرات ضد سلا هسته‌ای آلدرمستون دراول مارس سال ۱۹۵۸

عبدالله ابورحمه - فعال صلح فلسطینی

جاستین ریموندو (متولد ۱۹۵۱) - نویسنده، فعال ضد جنگ، بنیان‌گذار آنتی وار دات کام
خوزه راموس (متولد ۱۹۴۹) - رئیس اداره صلح ادغام جامعه ملل متحد در گینه بیسائو، برنده جایزه صلح نوبل

مایکل رندل (متولد ۱۹۳۳) - فعال صلح بریتانیا و هماهنگ‌کننده نخستین تظاهرات ضد سلاح هسته یی آلدرمستون
ژانت رانکین (۱۸۸۰–۱۹۷۳) - اولین زنی که به کنگره ایالات متحده راه یافت، صلح طلبی مادام‌العمر

مارکوس راسکین (متولد ۱۹۳۴) - منتقد اجتماعی آمریکایی، مخالف جنگ ویتنام و پیش‌نویس آن

داهیلا راویکوویچ (۱۹۳۶–۲۰۰۵) - شاعر و فعال صلح اسرائیل

هنری ریچارد (۱۸۱۲–۱۸۸۸) - کشیش جمعیت مسیحی و نماینده مجلس ولز (۱۸۶۸–۱۸۸۸)، معروف به «رسول صلح» / «آپوستال هدوچ»، مدافع داوری بین‌المللی، دبیر انجمن صلح برای چهل سال (۱۸۴۸–۸۴)
لوئیس فرای ریچاردسون (۱۸۸۱–۱۹۵۳) - ریاضیدان، فیزیکدان، صلح طلب، پیشگام تکنیک‌های ریاضی مدرن پیش‌بینی هوا و کاربرد آن‌ها در مطالعه علل جنگ و نحوه جلوگیری از آنها

آدی روچ (متولد ۱۹۵۵) مدیر اجرایی مؤسسه خیریه چرنوبیل کودکان بین‌المللی
نیکلای رریخ (۱۸۷۴–۱۹۴۷) - هنرمند روانچی روسی و عارف، خالق پیمان رریخ و نامزد جایزه صلح نوبل
رومن رولان (۱۸۶۶–۱۹۴۴) - نمایشنامه‌نویس فرانسوی، نویسنده، مقاله‌نویس، فعال ضد جنگ
اسکار رومرو (۱۹۱۷–۱۹۸۰) - اسقف اعظم سن سالوادور
مارشال روزنبرگ (۱۹۳۴–۲۰۱۵) - خالق نظریه ارتباط بی خشونت است
موری راتبارد(۱۹۲۶–۱۹۹۵) - نویسنده، نظریه‌پرداز سیاسی، مورخ، مخالف مداخله نظامی

الیزابت روتن (۱۹۶۴–۱۸۸۲) - فعال سیاسی صلح سوئد و اصلاح طلب آموزش و پرورش در آلمان
کالین راولی (متولد ۱۹۵۴) - عامل سابق اف‌بی‌آی، خبرنگار، فعال صلح و اولین گیرنده جایزه سام آدامز
ارونداتی روی (متولد ۱۹۶۱) - نویسنده هندی، منتقد اجتماعی و فعال صلح

جری روبین (۱۹۳۸–۱۹۹۴) - رهبر ضد جنگ ویتنام آمریکا، یکی از بنیان‌گذاران حزب بین‌المللی جوانان

برتراند راسل (۱۸۷۲–۱۹۷۰) - فیلسوف، منطق، ریاضیدان، مدافع برجسته خلع سلاح هسته ای

## S

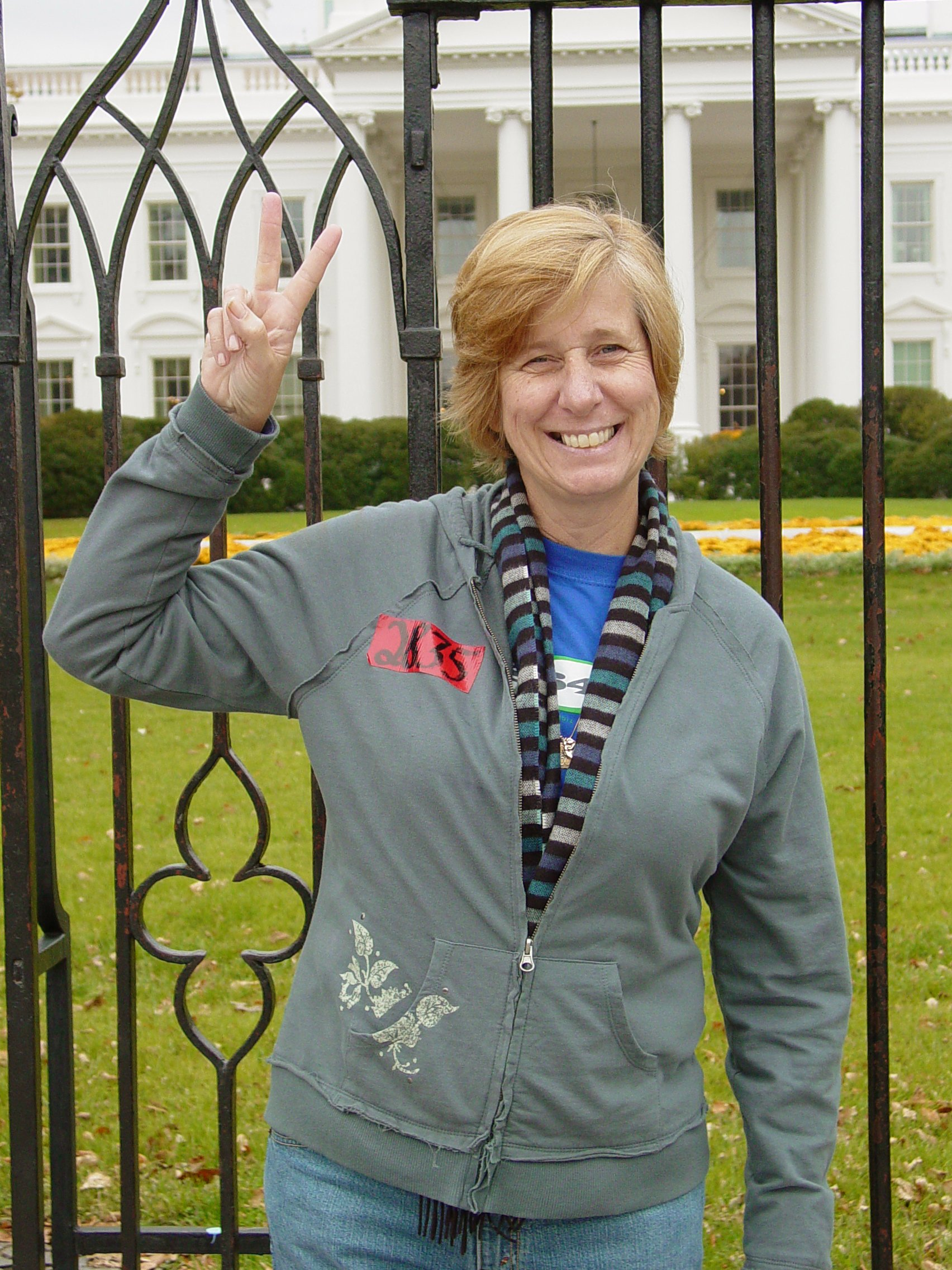
سیندی شیحان

کارل سیگن (۱۹۳۴–۱۹۹۶) - مخالفت با تشدید مسابقه تسلیحات هسته ای

محمد سحنون (متولد ۱۹۳۱) - دیپلمات الجزایر، فعال صلح، نماینده سازمان ملل متحد در سومالی و منطقه دریاچه‌های بزرگ آفریقا
آندره ساخاروف (۱۹۲۱–۱۹۸۹) - فیزیکدان هسته ای، فعال حقوق بشر و صلح طلب

اد ساندرز (متولد ۱۹۳۹) - شاعر آمریکایی، سازنده، خواننده، بنیان‌گذار گروه دفاگز ضد جنگ،

مارک ساتین (متولد ۱۹۴۶) - طرفدار ضد جنگ، پیش‌نویس مبارزات انتخاباتی، نویسنده، فیلسوف

جاناتان شل (۱۹۴۳–۲۰۱۴) - نویسنده و مبارزان آمریکایی در برابر سلاح‌های هسته ای، فعال ضد جنگ
سوفی شول (۱۹۴۳–۱۹۲۱) - صلح طلب مسیحی، فعال در جنبش مقاومت غیر خشونت‌آمیز از گروه رز سفید در آلمان نازی
آلبرت شوایتزر (۱۸۷۵–۱۹۶۵) - فعال آلمانی / فرانسوی در برابر تسلیحات هسته‌ای و آزمایش سلاح‌های هسته‌ای که سخنرانی‌های وی به عنوان جنگ صلح یا اتمی منتشر شد؛ یکی از بنیان‌گذاران کمیته سیاست محرمانه هسته ای

مولی اسکات کاتو (متولد ۱۹۶۳) - اقتصاددان سبز، سیاستمدار حزب سبز، مخالف صلح طلب و مبارزه با هسته ای
پیت سیگر (۱۹۱۹–۲۰۱۴) - معترض ضد جنگ، خواننده و ترانه‌نویس الهام بخش

جف شارلت (۱۹۴۲–۱۹۶۹) - سرباز ضد جنگ ویتنام، روزنامه‌نگار
جین شارپ (متولد ۱۹۲۸) - بنیان‌گذار مؤسسه آلبرت انیشتین، نویسنده مقاومت بدون خشونت

سیندی لی میلر شیحان (متولد ۱۹۵۷) - رهبر ضد جنگ علیه عراق و افغانستان
مارتین شین (متولد ۱۹۴۰) - معترضان ضد جنگ و ضد بمب هسته ای، بازیگر الهام بخش آمریکایی است
نانسی شلی او آ ام (درگذشت ۲۰۱۰) –گروه مسیحی کوئیکرها و نماینده جنبش صلح نشان استرالیا در سازمان ملل در سال ۱۹۸۲ بود
پرسی بیش شلی(۱۸۹۲–۱۷۹۲) - نویسنده، شاعر، فیلسوف ضد خشونت و الهام بخش

دیک شپرد (۱۸۸۰–۱۹۳۷) - کشیش مسیحی کلیسای آنجلیکان، صلح طلب، آغاز گر اتحادیه تعهد صلح

دیوید دین شولمن (متولد ۱۹۴۹) - متخصص دندانپزشک، مدافع حقوق بشر فلسطین

توما سیک (۱۹۳۹–۲۰۰۴) - فعال صلح مجارستان و اسرائیل

جین مایر سیمپسون (متولد ۱۹۵۹) - فمینیست آمریکایی، فعال صلح

رمجی سینگ (متولد ۱۹۲۷) - فعال سیاسی، فیلسوف و گاندیان
الن جانسون سیرلیف (متولد ۱۹۳۸) - رئیس‌جمهور لیبریا، جایزه صلح نوبل سال ۲۰۱۱ را با توکل کرمان و لیما گبوی به به دست آورد «مبارزه بی‌قید و شرط خود برای ایمنی زنان و حقوق زنان برای مشارکت کامل در کار ساخت و ساز صلح»
سامانتا اسمیت(۱۹۷۲–۱۹۸۵) - مدافع جوان صلح بین شوروی‌ها و آمریکایی ها

میرتل سولومون (۱۹۲۱–۱۹۸۷) - دبیرکل عمومی اتحادیه صلح و رئیس انجمن بین‌المللی جنگ
کورنلیو سوماروگا (متولد ۱۹۳۲) - دیپلمات سوئیس، رئیس کمیته بین‌المللی صلیب سرخ ICRC (1987-1999)، رئیس ابتکارات تغییر بین‌المللی

دونالد سوپر (۱۹۰۳–۱۹۹۸) - وزیر متدیست بریتانیا، رئیس فدراسیون تساوی و فعال در CND
بنجامین اسپوک (۱۹۰۳–۱۹۹۸) - معترضان، نویسنده و ناظر بر ضد جنگ ویتنام
کت استیونز (متولد ۱۹۴۸) - خواننده و ترانه‌سرا بریتانیایی، مسلمان شده و بشر دوست
برتا سوتنر(۱۹۱۴–۱۸۴۳) - صلح طلب چک-اتریش، نخستین زن برنده جایزه صلح نوبل

## T
کاتلین تاچی موریس (۱۸۹۹–۱۹۹۳) - بنیان‌گذار زنان برای خلع سلاح جهانی
مرد تانکی- در مقابل تانک در مقابل ستون تانکها در اعتراض به سرکوب خونین چین ایستاد ۱۹۸۹

پیتر تتچل (متولد ۱۹۵۲) - همجنسگرا و مبارز حقوق بشر

ایو تتاز (متولد ۱۹۳۱) - معلم بازنشسته، فعال صلح و عدالت

ویلیام توماس (۱۹۴۷–۲۰۰۹) - آغازگر، شرکت‌کننده دراز مدت برای صلح و شب زنده دار مقابل کاخ سفید

الن توماس (زاده ۱۹۴۷) – مشارکت‌کننده طولانی برای صلح، و شب زنده دار مقابل کاخ سفید
هنری دیوید ثورو(۱۸۱۷–۱۸۱۷) - نویسنده آمریکایی، فیلسوف، الهام بخش رهبران جنبش
سیبیل تورندیک(۱۸۸۲–۱۹۷۶) - بازیگر زن بریتانیا و صلح طلب؛ عضو اتحادیه صلح وفادار که برای خواسته‌های خود به آن پرداخته‌است
لئو تولستوی (۱۹۱۰–۱۸۲۸) - نویسنده روسی بدون خشونت، الهام بخش گاندی، بیول و سایر رهبران جنبش‌ها

ستسوکو ثورلو (متولد ۱۹۳۲) - فعال ژاپنی/ کانادایی علیه سلاح‌های هسته ای، شخصیت کمپین بین‌المللی برای نابودی تسلیحات هسته‌ای (ICAN)

آندره تروسمه (۱۹۰۱–۱۹۰۱)، با همسرش ماگدا (۱۹۰۱–۱۹۹۶) - کشیش پروتستان صلح طلب، بسیاری از یهودیان را در فرانسه ویشی نجات داد

بنجامین فرانکلین تروبلاد (۱۹۴۷–۱۸۴۷) - نویسنده، سردبیر، سازمان دهنده، آغازگر قرن نوزدهم

باربارا گریس تاکر - فعال صلح متولد استرالیا، مدتهاست که عضو کمپین صلح مجلس میدان است
دزموند توتو (متولد ۱۹۳۱) - روحانیون آفریقای جنوبی، آغازگر، ضد آپارتاید

## U
اولین آندرهیل (۱۸۷۵–۱۹۴۱) نویسنده انگلیسی آنگلو کاتولیک و صلح طلب

## V
جو والنتاین (متولد ۱۹۴۶) سیاستمدار استرالیایی و فعال صلح
مردخای وانونو (متولد ۱۹۵۴) - سندیکای اسرائیل، نویسنده، افشای اسرار اتمی اسرائیل
لانسا دل واستو(۱۹۰۱–۱۹۸۱) - گاندی، فیلسوف، شاعر، فعال غیر خشونت‌آمیز

استلان وینثاگن (متولد ۱۹۶۴) دانشمند فعال ضد جنگ و ضد خشونت سوئدی
کرت وانه‌گت (۱۹۲۲–۲۰۰۷) - نویسنده و معترض ضد جنگ و ضد هسته آمریکایی

## W

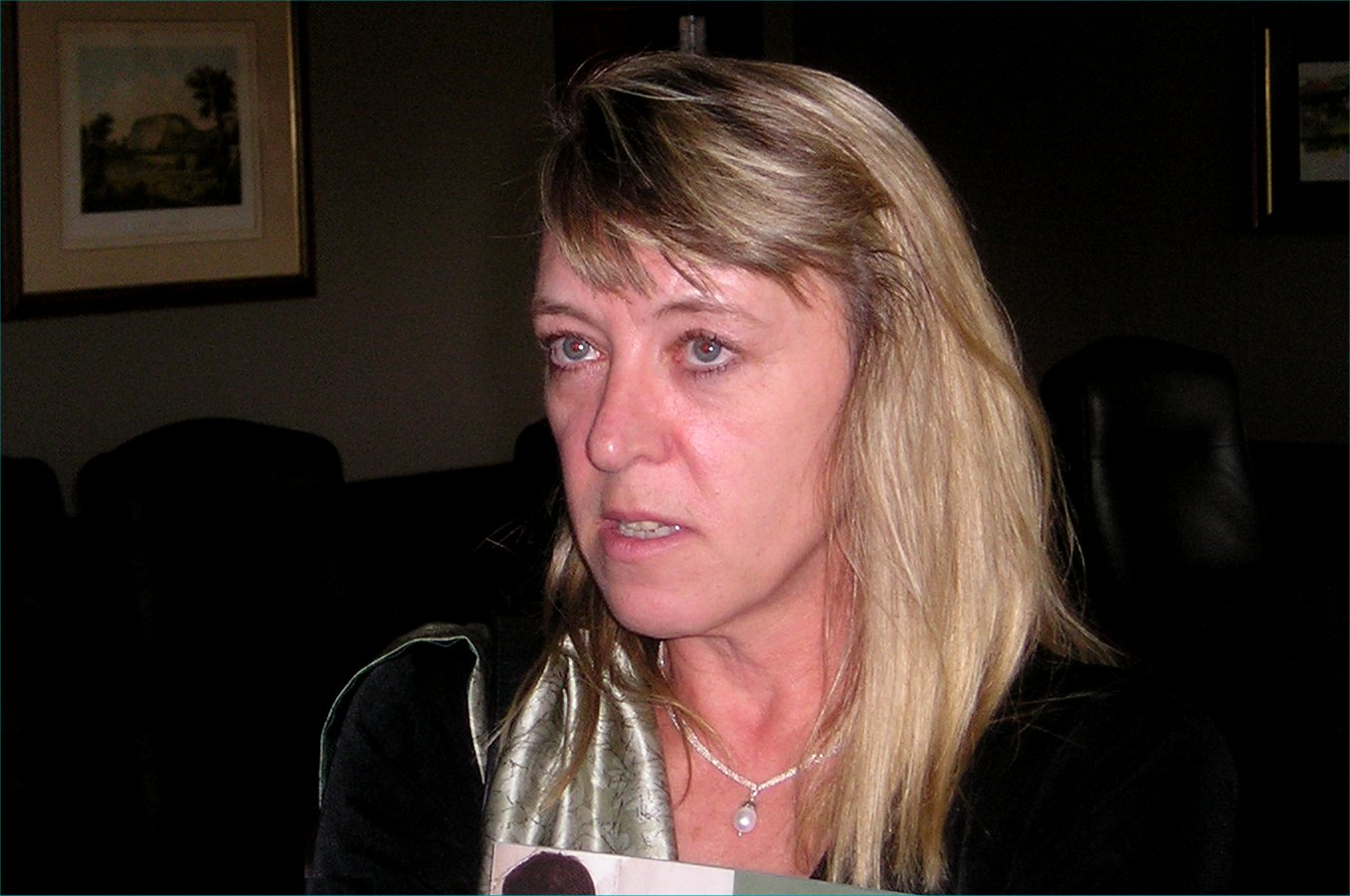
جودی ویلیامز

جان والاچ (۱۹۴۳–۲۰۰۲) - روزنامه‌نگار، بنیان‌گذار بذر صلح

آلین ویر (متولد ۱۹۶۲) - مربی و مدافع صلح نیوزیلند، هماهنگ‌کننده جهانی برای نمایندگان مجلس برای عدم گسترش سلاح‌های هسته‌ای و خلع سلاح از سال ۲۰۰۲

کریستوفر ویرامانتری (متولد ۱۹۲۶) - رئیس انجمن بین‌المللی وکلا علیه تسلیحات هسته ای، قاضی عالی پیشین دیوان عالی سریلانکا

اوون ویلکس (۱۹۴۰–۲۰۰۵) - محقق و فعال صلح نیوزیلند
جودی ویلیامز (متولد ۱۹۵۰) – سازمانده، مدافع ضد مینهای زمینی آمریکایی، برنده جایزه صلح نوبل

والدو ویلیامز (۱۹۷۱–۱۹۰۴) - شاعر زبان ولزی، مسیحی صلح طلب و کوئیکرها، مخالف با جنگ کره، به ارتش نرفت، برای نپرداختن مالیات به این علت که پول آن صرف جنک می‌شود به زندان افتاد.

جورج ویلوبی (۱۹۱۴–۲۰۱۰) - فعال صلح کوئیکرها آمریکایی، بنیان‌گذار جنبش برای جامعه جدید

برایان ویلسون (متولد ۱۹۴۱) – جانباز جنگ، فعال صلح و وکیل

لارنس اس ویتنر (متولد ۱۹۴۱) - مورخ، پژوهشگر و فعال جنبش صلح

والتر ولفگانگ (متولد ۱۹۲۳) – متولد آلمان و فعال بریتانیایی

## Y
پیتر یارو (متولد ۱۹۳۸) - خواننده / ترانه‌سرا آمریکایی، فعال ضد جنگ
آدام یاچ(۱۹۶۴–۲۰۱۲) – موسیقیدان آمریکایی، ترانه‌سرا، کارگردان و توزیع‌کننده فیلم، طرفدار صلح است
عادا یونات (متولد ۱۹۳۹) – بلورشناس اسرائیلی برنده جایزه نوبل شیمی در سال ۲۰۰۹، صلح طلب
نیل یانگ (متولد ۱۹۴۵) - خواننده / ترانه‌سرا، مدافع ضد جنگ.
ادیپ یوکسل (متولد ۱۹۵۷) - وکیل دادگستری ترکیه / آمریکایی، طرفدار صلح اسلامی

## Z
آلفرد موریس د زایاس (متولد ۱۹۴۷) - مورخ، وکیل حقوق بین‌الملل و حقوق بشر، منتقد بلندپرواز مداخله نظامی و استفاده از شکنجه

انجی زلتر (متولد ۱۹۵۱) - فعال ضد جنگ و ضد هسته ای، بنیان‌گذار تریدنت بلوشیر
هوارد زین (۱۹۲۲–۲۰۱۰) - مورخ، دانشمند سیاسی، منتقد اجتماعی، فعال ضد جنگ و نمایش‌نامه‌نویس آمریکایی